# コロンビア

コロンビア共和国
República de Colombia

国の標語：Libertad y Orden
 （スペイン語: 自由と秩序）
国歌：Himno Nacional de Colombia（スペイン語）
"コロンビアの国歌"

コロンビア共和国（コロンビアきょうわこく、スペイン語: República de Colombia）、通称コロンビアは、南アメリカ北西部に位置する共和制国家である。東にベネズエラ、南東にブラジル、南にペルー、南西にエクアドル、北西にパナマと国境を接しており、北はカリブ海、西は太平洋に面している。南アメリカ大陸で唯一、太平洋と大西洋の2つの大洋に面した国である。首都はボゴタ。
コロンビアは非常に多様な環境と文化、民族（88の部族と200の言語集団）を持つ国であり、ヨーロッパからの入植者、アフリカ人の奴隷の末裔、ヨーロッパ人が渡来する前からの先住民族が混在している。ヨーロッパ、中東、アジアからの移民が19世紀から20世紀の間に多く移住した。しかし多くは帰国した。
コロンビアでは1960年代から政府軍、左翼ゲリラ、極右民兵の三つ巴の内戦が50年以上も続いている。1980年代から1990年代には麻薬戦争による暴力が横行し、世界で最も危険な国の1つとなった。しかし、21世紀以降、コロンビアは劇的な治安の回復に成功し、アメリカ大陸における主要国と位置づけられている。
コロンビアの人口は、ブラジル、メキシコに続いて、ラテンアメリカで第3位である。世界的なコーヒー豆の産地として知られるほか、エメラルドの産出量は世界一であり、温暖な気候と豊富な日射量を活かしたバラ、カーネーションなどの栽培と切り花の輸出にも力を入れている。ランは国花である。
コロンビアはNATO唯一のラテン系パートナーであり、38のOECD加盟国の1つである。2020年、フォーブス誌が退職後の移住先として推薦する国々のリストに、コロンビアもランク入りした。

## 国名
正式名称は、República de Colombia [reˈpuβlika ðe koˈlombja]. 通称Colombia。
公式の英語表記は、Republic of Colombia /rɪˈpʌblɪk əv kəˈlʌmbiə, kəˈlɒmbiə/ . 通称Colombia。
日本語の表記は、コロンビア共和国。通称コロンビア。漢字による当て字は、哥倫比亜、もしくは古倫比亜である。
国名は直接的にはアメリカ大陸の発見者クリストーバル・コロン（コロンブス）に由来し、アメリカが「アメリゴの土地」を意味するように、コロンビアは「コロンの土地」を意味する。植民地時代はスペインのグラナダに由来したヌエバ・グラナダ（新グラナダ）と呼ばれ、独立後も1858年までこの名称を使用していた。コロンビアの名称を最初に使用したのはベネズエラの独立指導者フランシスコ・デ・ミランダであり、ミランダが新大陸を示す名称としてコロンビアを用いた。1819年に解放者シモン・ボリバルは南米統一国家の国名にこの名称を用い、ベネズエラとヌエバ・グラナダの連合国家の名称としてコロンビア共和国(後世グラン・コロンビアと呼ばれる)が採用された。1831年にヌエバ・グラナダ共和国として独立した後、1858年にはグラナダ連合、1863年にはコロンビア合衆国と国名を変え、1886年に現行のコロンビア共和国の名称が最終的に定まった。

## 歴史

### 先コロンブス期

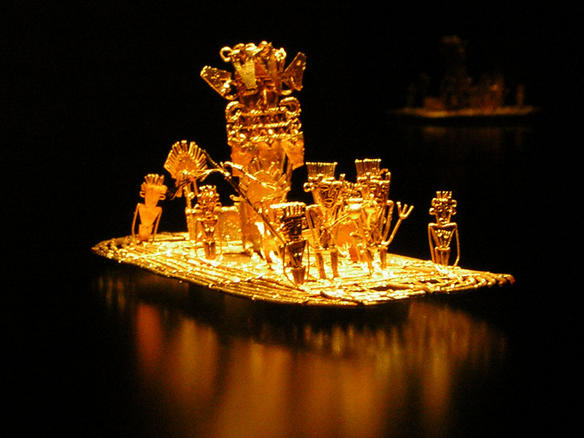
エル・ドラード伝説を生み出したムイスカ人の黄金の筏

紀元前1450年ごろに、ボゴタ近郊のエル・アブラの遺跡で先史文化の萌芽が見られる。中央アメリカから渡ってきた諸族の影響が大きくトウモロコシも彼らによって持ち込まれた。サン・アグスティンの遺跡も恐らく彼らによるものだと思われている。紀元前1000年、インディオのグループは南アメリカでインカ帝国に次いで最も優れていたといわれる行政システムであったカシケ（Cacique、Cacicazgos）と呼ばれる首長による一種の首長制国家群を発展させた。その好例をチブチャ系 (Chibcha) のムイスカ、タイロナ、カリマ、キンバヤ、シヌーなどの部族とその文化に見ることができる。紀元前300年ごろ、現在のニカラグアに相当する地域からチブチャ系の人々が渡って来てからは、彼らを中心に独自の文化が育まれた。特にボゴタ盆地に居住していたムイスカ人はトウモロコシとジャガイモを栽培し、カピバラの一種を家畜化して、生産物を低地民のコカや木綿と交換することにより生計を立てていた。

### スペイン植民地時代

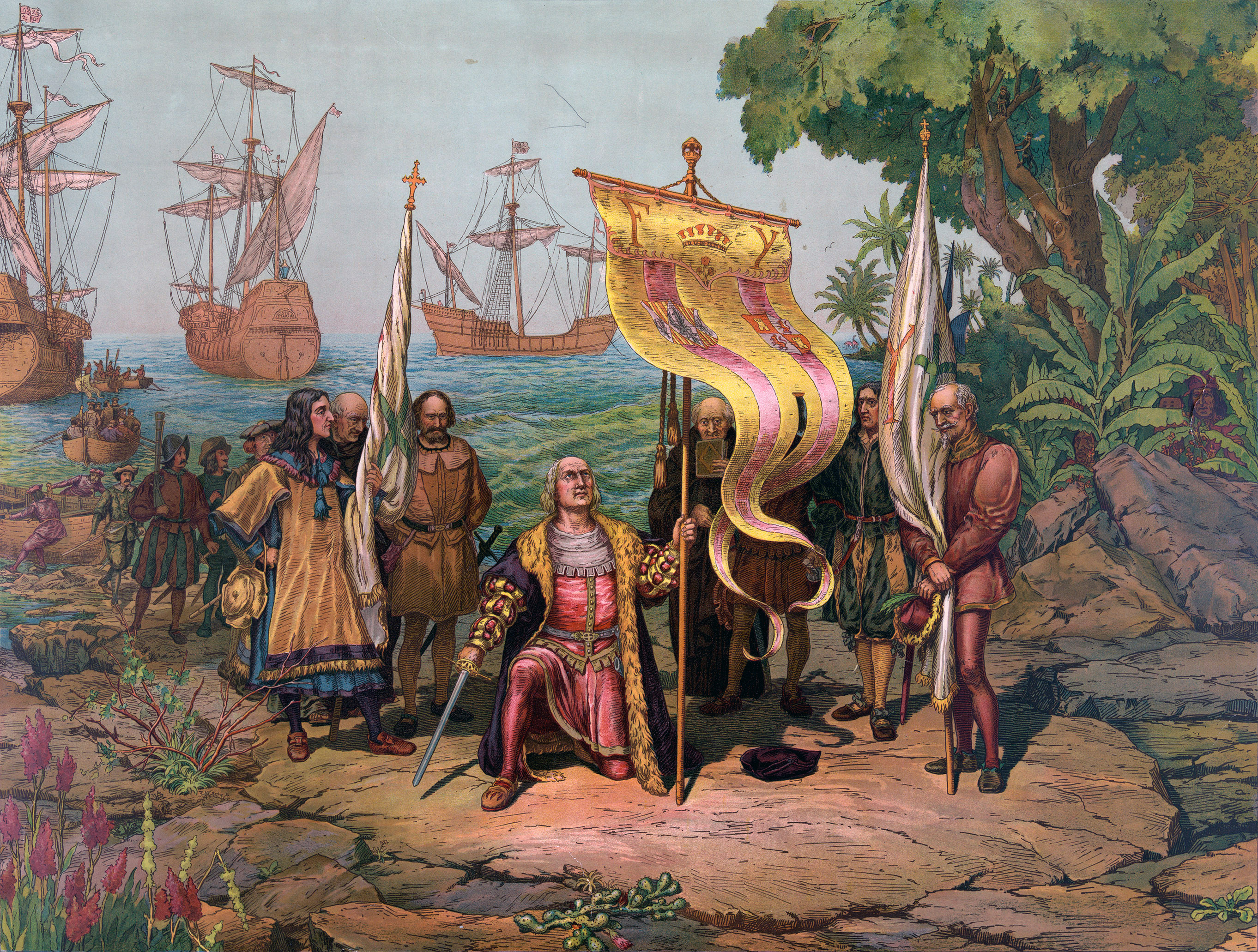
クリストファー・コロンブスのアメリカ大陸上陸

西暦1500年に、ロドリーゴ・デ・バスティーダスに率いられたスペイン人探検家がカリブ海沿岸を訪れるとそれに続いて1502年、クリストファー・コロンブスはカリブ海とチョコ (Choco) の西岸を航行する。1508年、それまでにパナマ地峡を征服していたバスコ・バルボアはウラバを征服し始める。1510年11月にサンタ・マリア・ラ・アンティグア・デル・ダリエン(Santa María la Antigua del Darién) が今のチョコ県に建設され、南アメリカ初のヨーロッパ人による恒久的な入植地となった。その地域の先住民族は、チブチャ系 (Chibcha) とカリブ系（Karib）が多数を占めていた。バカタを首都とするムイスカ連邦（1450年 - 1537年、Bogotá Kingdom - バカタ王国とも）はムイスカ人の最大の王国だったが、征服者ゴンサロ・ヒメネス・デ・ケサーダにより征服された結果、病気、搾取などによりの著しい人口減少が起こった。ムイスカ人の首都バカタはサンタフェ・デ・ボゴタと改名され、以降、スペイン人の拠点となった。
スペイン人は16世紀になると アフリカから奴隷を送り込み始める。その後、カルタヘナ・デ・インディアスはペルーからの黄金の積出し港となり、富を狙ってのジャマイカを拠点にしたイギリスからの攻撃が激しくなった。スペインはイギリスからの防衛のために1717年にアンデス北部を ヌエバ・グラナダ副王領として、ペルー副王領から独立して組織した。この副王領は資金不足により一旦廃止されるが、1739年に再び北部南米をベネスエラなどと共にヌエバ・グラナダ副王領が再編され、サンタフェ・デ・ボゴタに首都を定めた。しかし、その後も カルタヘナなどの都市に対してイギリス海軍や海賊の攻撃は続き、現在も城壁が残っている。
1781年、ソコーロで増税に反対したクリオージョ達がコムネーロスの反乱を起こした。これはメスティーソやインディヘナをも含めた人民蜂起であり、革命委員会（コムン）が結成されたためにコムネーロスと呼ばれたが、最終的には増税の実施が見送られたことによりこの反乱は終結した。

### 独立戦争とグラン・コロンビアの崩壊

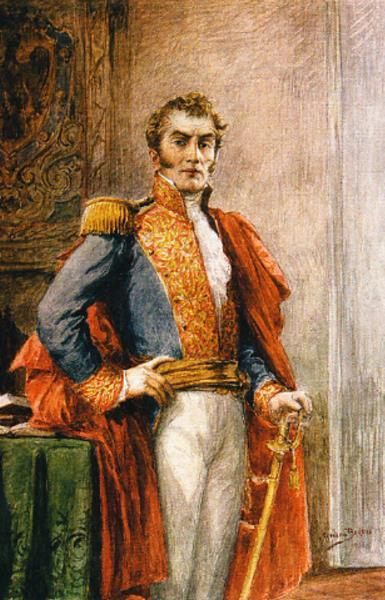
アントニオ・ナリーニョ。

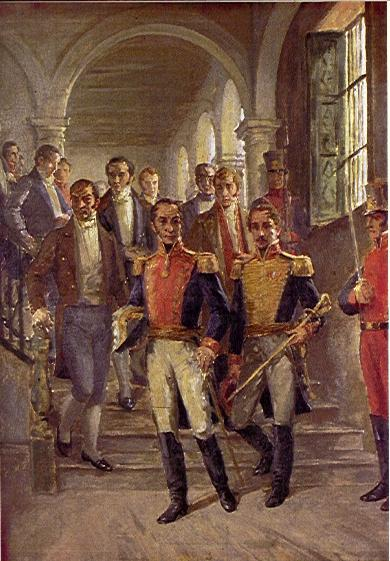
ククタ議会でのフランシスコ・デ・パウラ・サンタンデルとシモン・ボリバルをはじめとするコロンビア独立の志士たち。

19世紀はじめにこの地でも独立戦争が始まり、スペイン軍と独立派の死闘が繰り広げられた。独立運動は10年以上に及んだ。当時のコロンビアの総人口は約130万人と推定されており、うち1割強に当たる約10万～15万人（成人男性の2人に1人が戦死）が死亡する激烈な戦闘が行なわれた。
1806年からフランシスコ・デ・ミランダに率いられた解放軍により、隣のベネズエラ総督領から解放戦争が始まったことを受けて、ヌエバ・グラナダでも独立戦争が始まった。1810年7月、アントニオ・ナリーニョが副王を追放してボゴタ県（サンタフェ・デ・ボゴタを中心）にクンディナマルカ共和国（1810年 - 1815年）の独立を宣言した。翌年にカルタヘナ県（カルタヘナ・デ・インディアスを中心）がカルタヘナ共和国（1811年 - 1815年）の独立を宣言し、すぐにボゴタの議会で地方諸州とボゴタはヌエバ・グラナダ連合州（1810年 - 1816年）として合流し、軍隊の指揮権と全体の指導権をボゴタが持つことを認められた。
ナリーニョとフランシスコ・デ・パウラ・サンタンデルは、1812年に崩壊したベネズエラ第一共和国（1810年 - 1812年）を代表として抵抗を続けていた、シモン・ボリバルを統領とするベネスエラ人独立勢力らと協力してスペイン軍と戦い、ボリバルも1813年にはベネスエラ第二共和国（1813年 - 1814年）を再び解放するが、本国でのフェルナンド7世の反動的復位によってスペイン軍は再び勢力を増し、連邦派（カルタヘナ派）と集権派（ボゴタ派）の不一致を突かれる形で1814年2月にはボゴタが陥落した。ボリバルはその後カリブ海側のカルタヘナを拠点にスペイン軍と戦いボゴタを奪還したものの（カラボボの戦い (1814年)）、1815年6月にカルタヘナで起きた王党派の蜂起に敗れ、辛うじてイギリス領ジャマイカに逃れた。1816年5月、スペイン軍の攻撃によりボゴタは陥落した。

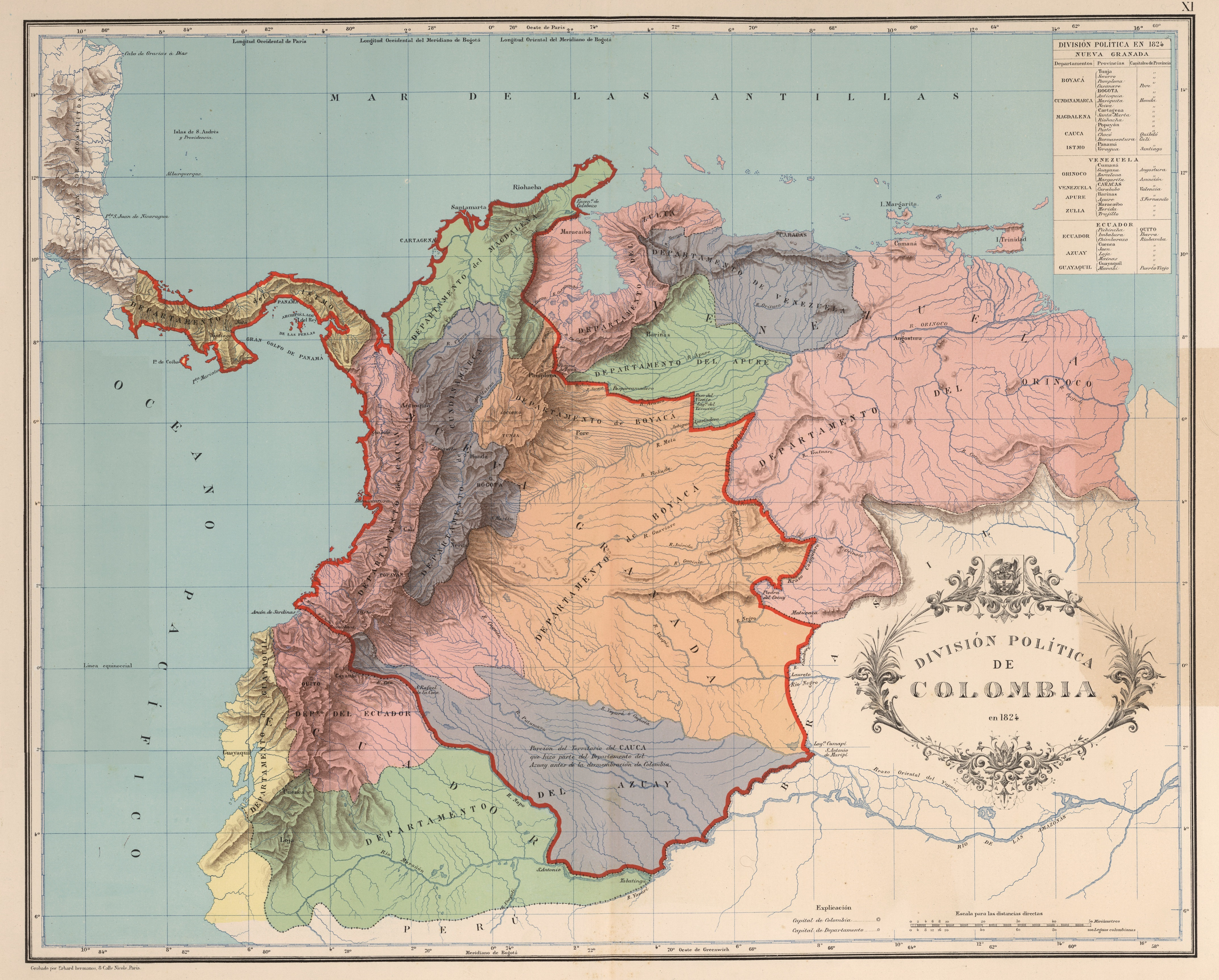
大コロンビア

再びベネズエラに上陸したボリバルは1818年にジャネーロ（Llanero）の頭目だったホセ・アントニオ・パエスの力を借り、1819年にはアンゴストゥーラを臨時首都としてのベネスエラ第三共和国（1817年 - 1819年）が再建され、グラン・コロンビア（Gran Colombia、1819年 - 1831年）が創設された。1819年8月のボヤカの戦いに勝利するとボゴタが解放され、ヌエバ・グラナダも最終的に解放されて、ボリバルはグラン・コロンビアの建国を正式に宣言し、コロンビアの首都も改名されたボゴタに定められた。
1821年にカラボボの戦い (1821年)での勝利によりカラカスが解放されると、ベネズエラも最終的に解放され、両国は改めて正式にコロンビア共和国（República de Colombia）を形成した。1820年には解放されたグアヤキルが、1822年にはキトが併合され、このコロンビア共和国は現在のコロンビア、ベネスエラ、エクアドル、パナマの全て及びペルー、ガイアナ、ブラジルの一部を含む北部南米一帯を占める大国家となった。1821年9月、ヌエバ・グラナダ人で、ヌエバ・グラナダを代表してボリバルの副官を務めていたサンタンデルはコロンビア共和国の副大統領となって不在の大統領に代わりヌエバ・グラナダを治め、ボリバルはその後エクアドル、ペルー、アルト・ペルー方面の解放に出征した。1824年にスクレ軍がアヤクーチョの戦いで勝利し、全インディアス植民地の独立を勝ち取った。
ボリバルは新たに独立したボリビア共和国の初代大統領となり、1827年にボリビアから帰還した。コロンビア共和国を集権的にまとめようとするボリバルと、連邦的な要求をするサンタンデルや、ベネスエラを支配する ホセ・アントニオ・パエスの不満が高まった。サンタンデル派は1828年にはボリーバルの暗殺を謀り亡命した。キトを巡ってのコロンビアとペルーの戦争も起きた（グラン・コロンビア＝ペルー戦争）。その後、ベネズエラが独立を要求した。1830年にエクアドル（キトとグアヤキルとクエンカが連合して赤道共和国を名乗った）は独立し、ベネズエラもパエスの指導下で完全独立を果たしたため、ボリバルは終身大統領を辞職し、ヨーロッパに向かってマグダレーナ川を下る中、サンタ・マルタ付近で失意の内に病死した。翌1831年にラファエル・ウルダネータ政権が崩壊すると同時にコロンビア共和国も崩壊し、残存部がヌエバ・グラナダ共和国として独立した。

### ヌエバ・グラナダの独立からコロンビア共和国の成立まで

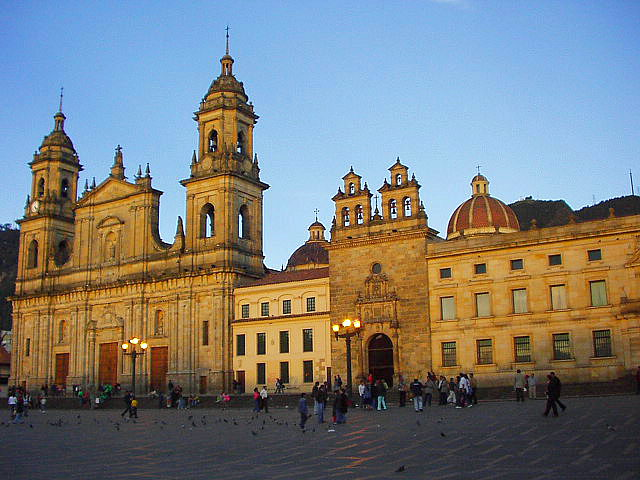
首都ボゴタのカテドラル

1832年に亡命先からサンタンデルが帰国し、ヌエバ・グラナダ共和国の大統領に就任した。保護貿易により産業が発展し、奴隷貿易が廃止され、公教育が拡充するなど連邦的な政治が進んだ。1840年代にはコーヒーが栽培され始めた。この時代にコロンビア時代から続く中央集権派と連邦派が、保守党と自由党に組織し直された。1849年には商人や職人、新興ブルジョワジー、小農などの連邦派が自由党を結成し、これに対抗して貴族や大地主、教会などを支持基盤に保守党が結成された。これにより、コロンビアは現在まで続く二大政党制が確立されたが寡頭支配体制の維持という点で両党は共通していた。
1849年から1853年まで大統領を務めたホセ・イラリオ・ロペスはイエズス会の追放、教会財産の没収、黒人奴隷の廃止などの反教会、自由主義政策を採り、1880年までコロンビアでは自由主義政権が続いた。1855年に「手工業共和国」と呼ばれたホセ・マリア・メロ将軍の政権が打倒されると、保護貿易は廃されて自由貿易が導入され、育っていた工業の基盤が壊滅した。自由貿易の導入によりイギリス資本による経済支配が進んだ。
1857年には自由主義者マリアーノ・オスピナ・ロドリゲスが大統領になり、1858年にはロドリゲスの手によりグラナダ連合（1858年 - 1863年）が発足した。ロドリゲスはイエズス会の帰国を認めて教会特権を復活させ、中央集権化を図るなど保守化したため、1861年に自由主義者だったカウカ州知事のトマス・シプリアーノ・ド・モスケラが蜂起し、7月にはボゴタに入ってロドリゲスを追放した。
モスケラが政権を握ると、1863年に成立したリオ・ネグロ憲法では自由主義的な内容が採択され、グラナダ連合は各州が外交権を持つ8州からなる連邦制国家、コロンビア合衆国（1863年 - 1886年）が成立した。この時代にボゴタでは科学や文芸が発展を見せ、ボゴタは「南米のアテネ」と呼ばれた。1880年に保守派のラファエル・ヌニェスが自由党右派と保守党に推されて大統領になると、ヌニェスはスペインに独立を承認させ、国立銀行を建設して経済の安定を図った。ククタ周辺でのコーヒー栽培の拡大により、コロンビアの主産業となり、鉄道網も拡大していった。
1884年に再選されたヌニェスは連邦制を廃止しようとし、政治と教育にカトリック教会が参加することを認めたため、1885年に自由主義者が反乱を起こした。ヌニェスがこの内戦に勝利すると、1886年にリオ・ネグロ憲法は放棄されて、カトリック教会と国家の同盟、中央政府の権限拡大、大統領の任期を6年に延長、中央集権主義などを盛り込んで教権の強い中央集権的な憲法改正がなされ、コロンビア共和国が成立した。

### 党派対立の時代

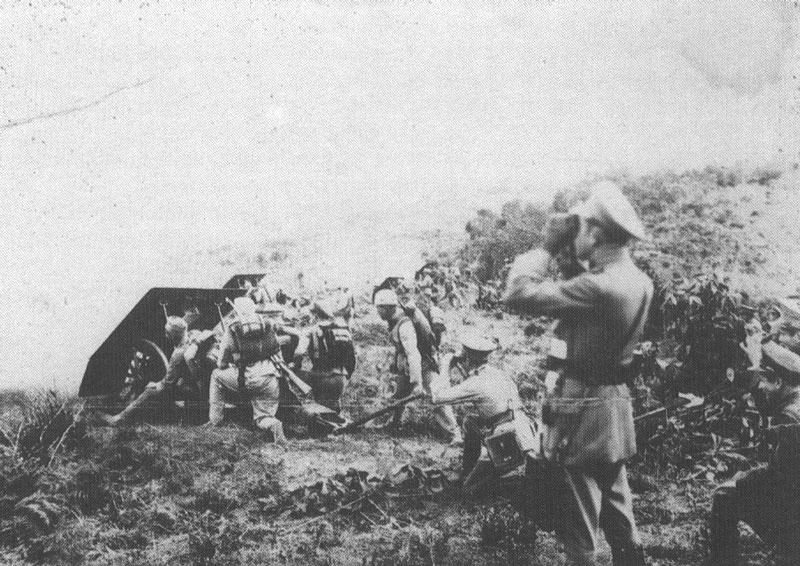
レティシアを巡ってのペルーとの戦争に備えるコロンビア軍（1932年）

1894年にヌニェスが死ぬと再び緊張が高まった。ラファエル・ウリベ・ウリベ将軍の指導する自由党急進派が蜂起した「千日戦争」（1899年 - 1902年）が勃発した。この内戦ではおよそ10万人の犠牲者が出た。内戦中にかねてからパナマを欲していたアメリカ合衆国のパナマ運河地帯永久租借案をコロンビア上院が拒否すると、アメリカはパナマ地峡の独立派を援助し、1903年に地峡地帯がパナマ共和国として独立した。
内戦終結後、保守党のラファエル・レイェスが大統領に就任した。この時期に独裁が強化され、保護貿易に基づいて国内工業の育成が図られ、保守党政権によってこの路線は続けられた。1921年にパナマ問題が解決するとアメリカ合衆国から膨大な投資が流れ込み、それまでのイギリス資本からアメリカ合衆国資本による経済支配が進んだ。1910年代からアンティオキア地方の開発と発展が進み、コーヒーの最大産地となったアンティオキアの中心地のメデジンは、ボゴタを抜いてコロンビアの成長の原動力となった。
1930年にエンリケ・エラヤ・エレーラが労働者の支持を得て選挙に勝利し、自由党政権が復活すると、エレーラは1932年9月のコロンビア・ペルー戦争に勝利し、南部アマゾン国境のレティシアの領有権を確保した。これ以後1946年まで自由党政権が続いた。
1934年、自由党のアルフォンソ・ロペス・プマレホが大統領に就任し、部分的な土地改革などが行われた。プマレホは1942年に再選されるが、政策に失敗して1945年辞任した。プマレホの政治は農民や労働者の利益に適ったものだったが、それでも寡頭支配体制が崩れることはなかった。自由党員だったホルヘ・エリエセル・ガイタンは1928年にユナイテッド・フルーツ社によるバナナ労働者虐殺事件を批判したことからカリスマ的な魅力を発揮し、ガイタン主義を掲げてそれまで寡頭支配体制の枠外に置かれていた農民、労働者、学生から圧倒的な支持を受けた。

### 「暴力」の時代

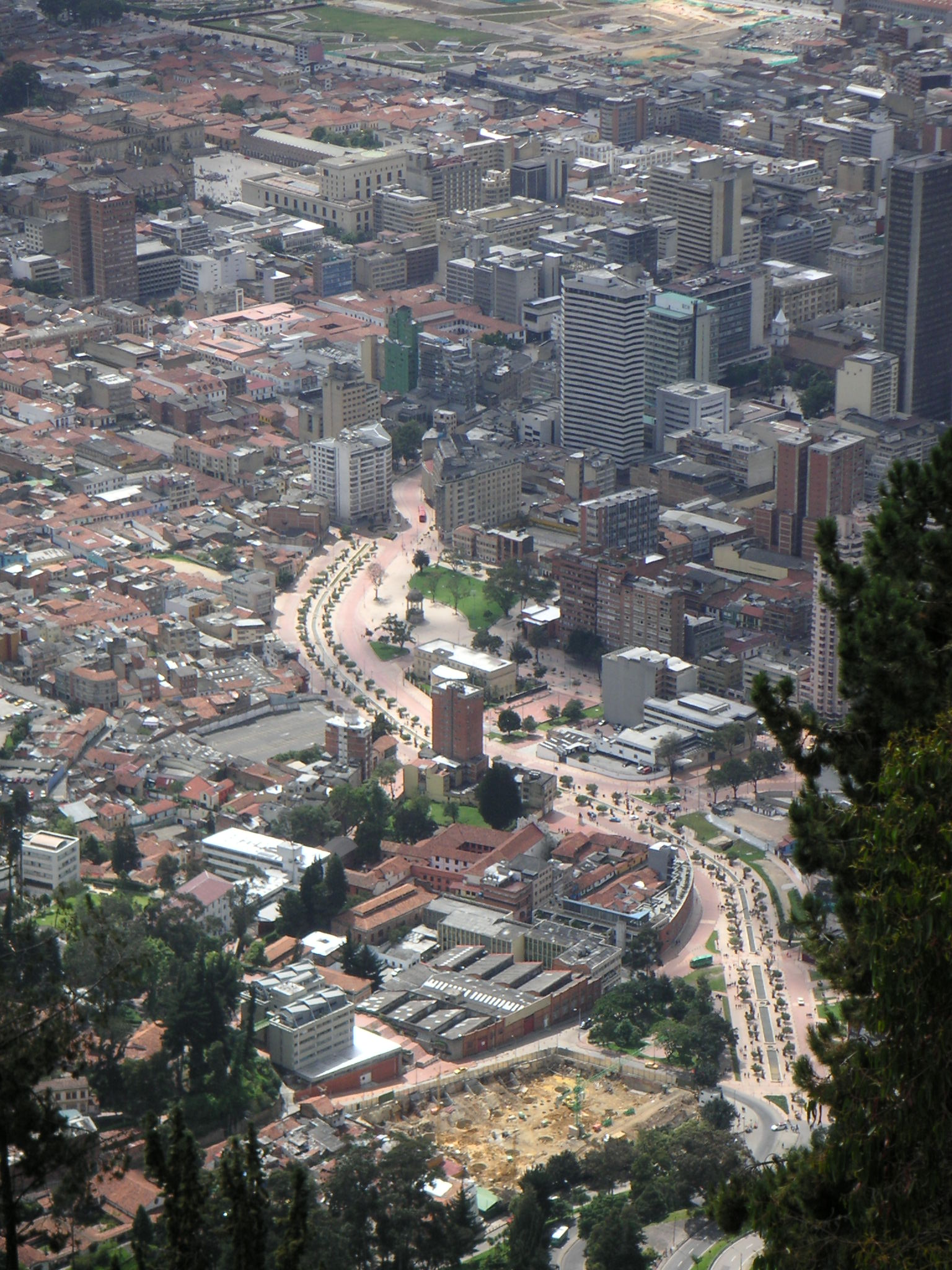
コロンビアの首都ボゴタ。標高2600メートルに800万人が住む。

1946年以降の十年間はラ・ビオレンシア（「暴力」の時代、1948年 - 1958年）と言われ、争いが頂点に達した。1946年に保守党政権が誕生すると、保守党政権は徐々に自由党派に対するテロを繰り広げ、1948年にボゴタでのOAS会議中に、自由党党首のガイタンが当選確実といわれた選挙直前に暗殺された。ガイタン暗殺をきっかけに激昂した自由党派の市民と保守党派の市民が衝突し、ボゴタ暴動（ボゴタソ）が発生した。この一連の暴動により、再びコロンビアは暴力の時代を迎え、1946年から1950年代末までの「暴力」の時代の死者は、全て併せると20万人にも及ぶと推測される。
1950年に保守党の超保守派ラウレアーノ・ゴメス大統領は事態を収拾するためと称して教会の政治的権利の復活などを骨子とした独裁を激しくしていき、それに伴い暴力も拡大して行った。しかし、この内戦の中でも工業生産は増加した。ゴメスは反共を掲げ共産党系と自由党系のゲリラを弾圧し、反共政策の下でラテンアメリカ諸国で唯一朝鮮戦争に際して国連軍に軍隊を派遣した。
地方での暴力が拡大し、ゴメスの独裁が保守党や支配層からも受け入れがたいものになっていくと、事態を収拾するために両党が軍部に介入を要請し、1953年6月14日、軍事クーデターにより朝鮮戦争派遣コロンビア軍の司令官だったグスタボ・ロハス・ピニージャ将軍が政権を握り、コロンビア史上三度目の軍事政権が発足した。ロハスはポプリスモ的な政策で民兵の武装解除を行い、部分的に「暴力」を収めることに成功したが、 1955年、ロハスが人民弾圧を行なった地主達に恩赦をかけたために農民が蜂起（ビジャリカ戦争）。1956年、ロハスに敬意を示さなかったという理由で多数の市民が虐殺される「闘牛場事件」（Incidentes en la plaza de toros）の発生などにより、次第に民衆の間でも反ロハス感情が強まった。また、ロハスは労働者保護に努める中で、次第に自由党、保守党から離れてアルゼンチンのフアン・ペロンのような独自の支持基盤を労働者に持とうとしたため、支配階級も反ロハス感情を抱いた。反ロハス勢力が結集し、1957年にロハスは辞任に追いやられた。コロンビア軍事政権（1957年 - 1958年）。

### 「国民戦線」体制
1958年、支配層はロハス政権の教訓として、自由党と保守党の特権を侵しかねない政権の発生を恐れ、両党による「国民戦線」体制（1958年 - 1974年）が成立した。これは両党間で4年毎に政権を交替するという「たらいまわし」連立政策であり、これに反対する自由党系農民の蜂起が相次いだ。キューバ革命（1953年 - 1959年）の影響を受けて、1961年にアメリカ合衆国のケネディ大統領主導によって進歩のための同盟が発足、コロンビアは同盟のモデル国家となったが、社会問題の根本的解決には至らなかった。同年、国家人民同盟（ANAPO）が発足。

### コロンビア内戦
1964年からゲリラ活動は活発化し（コロンビア内戦）、1966年にはコロンビア革命軍 (FARC) が発足した。1968年にメデジン公会議で解放の神学が誕生した。1970年の選挙でANAPO党から出馬した、ロハスが不正選挙で負けると、学生を中心とした左翼ゲリラ4月19日運動 (m - 19) が生まれた。

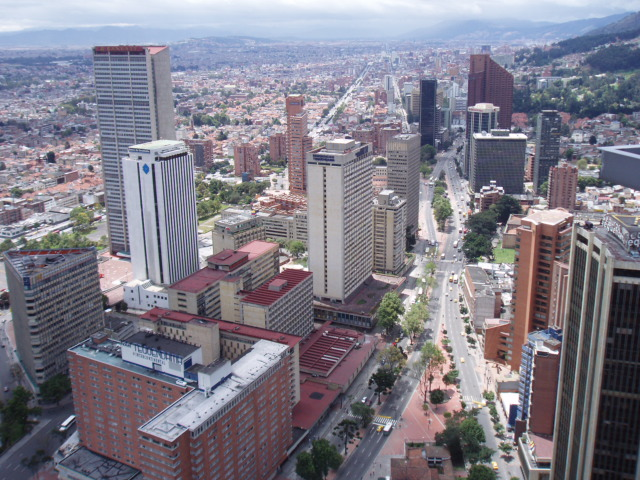
首都ボゴタは南米有数の世界都市である。

1974年、「国民戦線」体制が終結し、通常選挙が執り行われアルフォンソ・ロペス・ミケルセンが大統領に就任。さらに1978年の選挙では自由党のフリオ・セサル・トゥルバイ・アヤラ大統領が現職のロペスを破り、新大統領に就任した。トゥルバイ大統領は、反政府運動の高まりに対し戒厳令を布告して弾圧を加えた結果、多くの活動家が秘密警察による拉致や拷問を受け、その多くが失踪した。
1982年に就任した保守党のベリサリオ・ベタンクール・クァルタス大統領はFARCなど左翼ゲリラ勢力と和平を実現し、1985年にはFARCが合法政党である愛国同盟 (UP)を創設したが、議員や関係者が次々に暗殺され、1994年には政党資格を喪失した。また85年には左翼ゲリラm - 19によるコロンビア最高裁占拠事件、ネバド・デル・ルイス火山の噴火（死者・行方不明者25000人以上）など災難が相次ぎ、ベタンクール大統領は「社会・経済非常事態宣言」を発令した。1986年に就任した自由党のビルヒリオ・バルコ・バルガス大統領により、1989年メデジン・カルテルとの大規模ゲリラ戦闘「麻薬カルテル戦争」（プラン・コロンビア、麻薬戦争）が勃発し、大統領選挙中の8月18日にルイス・カルロス・ガラン・サルミエントが暗殺された。麻薬カルテルの最大勢力はメデジン・カルテルからカリ・カルテルに移った。1990年、大統領に就任した自由党のセサル・ガビリア・トルヒージョは野党を含む挙国一致内閣を組閣し、1991年に1886年憲法が全面改正され、施行された。一時投降・収監されていたメデジン・カルテル最大のボスであるパブロ・エスコバルは脱走したものの、敵対組織に構成員を殺害される中、治安組織や軍・応援に来た米軍特殊部隊のデルタ・フォースに追跡を受けた末、1993年射殺される。彼の親族、他のメデジン・カルテルの有力者らも投降していく。

### 政治腐敗
1994年に就任した自由党のエルネスト・サンペール・ピサノ大統領が選挙期間中にカリ・カルテルから選挙資金を受け取っていたことが発覚し、「ナルコ・ゲート事件」（西: Proceso 8.000）に発展した。議会はサンペールを弾劾する構えを見せ、アメリカ合衆国連邦政府もサンペールに入国ビザの発給を拒否するなど外交問題に発展した。1998年に就任した保守党のアンドレス・パストラーナ・アランゴ大統領は、対米関係重視の政策をとり、翌1999年1月にはFARCとの和平対話を開始するも、2002年初頭のFARCによるテロを受け、和平プロセスを中止。同夏、自由党系の新政党「プリメーロ・コロンビア」から就任したアルバロ・ウリベ大統領は治安回復を重点課題とし、2006年5月、ウリベは大統領に再選した。同年、アルバロ・ウリベ大統領の「パラポリティカ・スキャンダル」（西: Parapolítica）が発覚。2008年、3月1日に国境のプトゥマヨ川を越えたエクアドル領内でコロンビア革命軍（FARC）掃討作戦を実施、ラウル・レジェス他23名がコロンビア空軍の空爆で殺害された。エクアドル大統領ラファエル・コレアは領空侵犯として抗議（アンデス危機）。同年4月にウリベ大統領の「イディスポリティカ・スキャンダル」（西: Yidispolítica）が発覚した。2010年6月には大統領選挙でウリベ政権下で国防大臣を務めたフアン・マヌエル・サントスが当選し、同年8月7日に大統領に就任した。2010年7月下旬にはボゴタの南方の町マカレナで2000体余りの虐殺されたと思われる遺体が発見された。
現在、コロンビアの治安は良くなってきているが、やはり郊外や、観光地が少ない地域に行くとゲリラの集団が活動している場合がある。

### 左翼ゲリラ（FARC）との和平交渉
コロンビア最大の左翼ゲリラであるコロンビア革命軍（FARC）は最盛期に約2万人の勢力を有したが、ウリベ政権期の対ゲリラ強硬策が奏功し、その勢力は2015年末時点で約6,000人までに減少している。
ウリベ大統領の後継として、2010年に大統領に選出され、2014年に再選されたサントス大統領はウリベ大統領の強硬策から大幅に路線転換し、2012年末からコロンビア革命軍（FARC）とキューバの首都ハバナで和平交渉を開始した。和平交渉自体は、紛争が継続したまま開始されており、FARCは度々一方的停戦を宣言し、双方向停戦を呼び掛けているが、実際には衝突は散発的に起きており、政府側は双方向停戦に応じていない。2015年9月にサントス大統領は、2016年3月23日を期限として和平最終合意に署名することを発表したが、期日までに最終合意には至らず、交渉が継続されている。
期日までに合意されなかったことから世論の批判も高まっており、サントス大統領の支持率も低下した。
2016年8月24日、コロンビア政府とFARCは共同声明で50年以上にわたる内戦の終結に合意したと発表した。9月26日にカルタヘナで署名式典を行った。10月2日の国民投票において和平合意は否決されるが、政府は和平合意の修正協議を行い、11月、新たな和平合意をFARCとの間で署名し、国会で承認された（なお、新和平合意について国民投票は実施されなかった）。和平合意成立後は，合意の実施フェーズに移行し、2017年9月にはFARCの武装放棄プロセスが終了した。また、サントス大統領は、2017年2月に国民解放軍（ELN）との和平交渉も正式に開始した。ノルウェー・ノーベル委員会は、サントス大統領による内戦の終結に導く努力を認め、2016年10月7日にノーベル平和賞を送ると発表した。
だが、このような左翼ゲリラとの和解は反発を呼び込み、大統領選では再び強硬派で極右とも言われるイバン・ドゥケが大統領選挙で当選した。再び和平合意の遵守は暗礁に乗り上げとの報道もされた。その後一部の左翼ゲリラの元幹部が、再び武装闘争を行うとの動きもあるが、主流派は和平合意を順守としており政権も、分離派に対する武力掃討作戦を展開しつつ和平合意自体は尊重しており、大きな混乱は生じていない。

## 政治

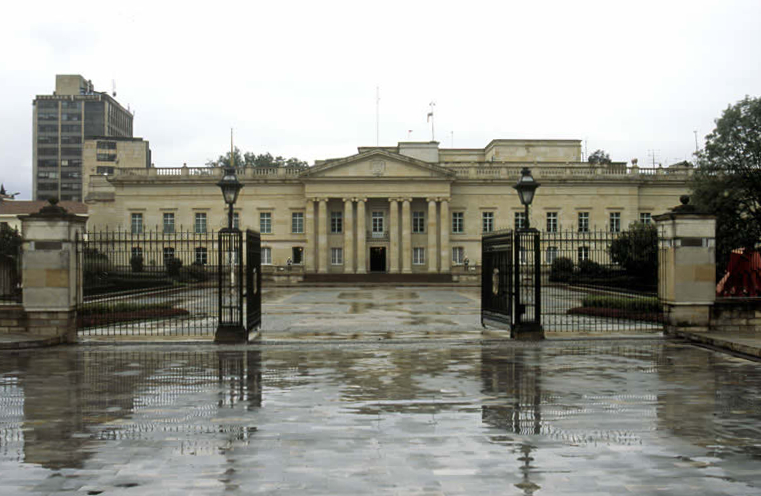
大統領官邸

大統領を元首とする共和制国家であり、上下両院制の共和国議会を備える。現行憲法は1991年憲法である。
行政権は大統領によって行使される。大統領は直接選挙で選ばれ、任期は4年。2005年の憲法改正で連続一度までの再選が可能だったが、2015年に再選が禁止された。
立法権は上院と下院に属し、上院は定数102議席、下院は定数166議席である。いずれも任期は4年、比例代表制により選出される。
司法権は最高裁判所に属し、行政、立法から独立している。
コロンビアの政治における基本的な性格としては、現在まで続くボゴタソ以降の内戦においてもロハス時代を除いて一貫して文民政権が維持されてはきた。イスパノ・アメリカ独立時以来の自由党、保守党両党の枠組みの中で両党派による歴史的な妥協が続き、多くの国でこの自由・保守（ないし中央集権派と連邦派）という枠組みがなし崩し的に崩れていった中で、コロンビアでは両党以外の政治勢力を排除してきたことがその原因である。寡頭支配層が営々と権力独占による金権政治を行ってきた結果、寡頭支配層に対する抵抗という目的を持った左翼ゲリラが跋扈し続ける主な原因ともなっている。
なお、「寡頭政治」という言葉はホルヘ・エリエセル・ガイタンが選挙戦で白人支配層を批判するために初めて用いた演説用語である。自由党の大統領候補ガブリエル・トゥルバイはレバノン移民の子であり、決して支配層出身とは言えない。独立以降の60名の歴代大統領中18名は軍人出身であり、いわゆる支配階級出身ではない大統領も多い。例えば、保守党の支配階級的色彩の強かったマルコ・フィデル・スアレス大統領（任1918年‐1921年）は洗濯屋の従業員であった母親の私生児であり、下層階級出身である。また、自由党のベリサリオ・ベタンクール大統領（任1982年‐1986年）はバスク系貧農の出身で、23人兄弟の末っ子で子供のころは裸足で歩いていたため足の指が変形しており、無職だったころは公園のベンチで寝ていたという逸話の持ち主である。他にも保守党のカルロス・レストレポ大統領（任1910年‐1914年）や、自由党のエドゥアルド・サントス大統領（任1938年‐1942年）は中産階級出身で上流階級に属さない大統領も珍しくなく、コロンビアでは「誰でも大統領になれる」という言い方が流行ったこともあるという。
かつて左派の主要な政治勢力であった愛国同盟（UP）は1,500人以上の活動家が政府によって暗殺されたために壊滅し、清廉な議員・判事でも麻薬組織による買収工作が行われ、コロンビア革命軍などの左翼ゲリラや右翼民兵による誘拐・暗殺が絶えない。麻薬組織は政権を握る気がないため表立って政治を操るようなことはしていないが、それでもその影響力は非常に大きいなど、腐敗と暴力が横行している。
しかし、コロンビアの歴史を遡って検証すると、これらの指摘は誇張されすぎていると言わざるを得ない。政権与党が推薦した候補者が選挙で敗北した場合でも概ね平穏に政権交代が行なわれており、1882年、1930年、1946年の選挙では政治的暴力は発生していない。
また、コロンビアでは1853年に憲法で男子の普通選挙権が認められており、世界の憲政史上でも最も古い国の一つである。1856年の普通選挙による初の大統領選では、有権者の投票参加率は40％程度と推計されており、広大な国土（日本の3倍強）と少ない人口（1851年当時で男子人口108万8000人）と投票所までの距離とアクセスの困難さを考えれば驚異的な数字である。
奴隷制は独立後の1821年に奴隷から産まれた新生児を一定年齢に達した後に解放するという措置が取られた。これは米国大統領エイブラハム・リンカーンによる奴隷解放宣言より40年も早く、1826年のパナマ会議に米国が出席しなかった理由はコロンビアの奴隷解放が自国に波及することを恐れたためという。1851年に全土の奴隷2万人が全員解放され、1852年1月には奴隷制そのものが全廃された。
コロンビア研究者のデイビッド・ブッシュネルは、他のラテンアメリカ諸国と比較して、「コロンビアの場合、政権獲得のために暴力の使用が一般的に欠如していることはすばらしいことである」と高く評価している。ブッシュネルは「仮に最大推計値をとって比較しても、19世紀のコロンビアにおけるすべての内戦は、南北戦争と比較して、絶対数においても相対数においても死者の発生が少ない」と指摘し、他のラテンアメリカ諸国と比較しても決して多くはなかったと指摘している。
例えば、ベネズエラでは大コロンビアからの分離後25年間で11回反乱が起き、アルゼンチンでは1868年までの10年間に117回もの反乱が起きている。また、メキシコや他の中米諸国、アルゼンチン、ペルー、ボリビアで長期の内戦があり、最も内戦が少なかったチリでさえ1829年、1851年、1859年、1891年に内戦が起き、国境の資源を巡り1879年に太平洋戦争が起こり、チリは「戦争の国土」と呼ばれた。これらの諸国と比較してもコロンビアは内戦の規模も犠牲者も少なく、また20世紀前半は戦争のない平和な時代であり、メキシコ革命や第一次世界大戦と第二次世界大戦の影響もなく、コロンビアは文明国家の中では最も平和な国家であったとされる。
政党としては1849年に結成された自由党と保守党・2006年に自由党から別れた全国統一社会党や、リベラル派の「急進的変革」・社会主義勢力が加わっている「オルタナティブ民主投票」が有力である。保守党は独立時のボリバル派（中央集権派）の流れを、自由党はサンタンデル派（連邦派）の流れを受け継いでいる。
なお、死刑制度は1991年の新憲法で全面廃止されている。
- 1991年7月5日、新憲法公布される。新憲法下で初の総選挙が行われ、政教分離や連邦主義を主張する都市工業者に基盤を持つ自由党が勝利した。しかし、左翼ゲリラの攻撃は激化し、石油施設などへの攻撃が相次いでいる。
- 2006年8月7日、二期目となるアルバロ・ウリベ大統領が就任演説で反政府武装集団との和平への決意を示した。コロンビアでは40年以上内戦が続いている。
- 2010年6月20日、大統領選の決選投票が行われ、与党・全国統一社会党のフアン・マヌエル・サントス前国防相が当選した。全国登録庁（中央選管）の発表によると、サントス候補が69%、野党・緑の党のモクス候補は27.5%であった。投票率は44%[18]。
- 2014年6月15日、大統領選の決選投票が行われ、和平交渉継続を争点とし、与党・国民統一党のフアン・マヌエル・サントス大統領が僅差で再選した。国民登録局（中央選管）の発表によると、得票率は、サントス候補が50.95%、スルアガ候補が45%であった。
- 2018年6月17日、大統領選の決選投票が行われ、和平交渉合意を争点とし、合意見直し派の中央民主党のイバン・ドゥケ上院議員が元左翼ゲリラで合意遵守派の前ボゴタ市長のグスタボ・ペトロを破り当選した。国民登録局（中央選管）の発表によると、得票率は、ドゥケ候補が53.98%、ペトロ候補が41.81%であった。右派が圧倒的に強いコロンビアにおいて左派候補が決選投票に残ったのは史上初の事であった。
- 2022年6月19日、大統領選決選投票で、中道左派で元ボゴタ市長のグスタボ・ペトロが実業家で元ブカラマンガ市長のロドルフォ・エルナンデスを破り当選した。伝統的に右派が政権を担ってきたコロンビアで史上初の左派政権が誕生することになる。南米随一の親米国家で親米路線を堅持してきたコロンビアの外交路線にも影響を与える可能性があり、「米国の裏庭」と揶揄される南米における米国の影響力低下が指摘されている。
- 2022年11月15日、グスタボ・ペトロが大統領に就任してから100日目を迎え、就任100日時点での支持率は49.７％だった。これは前イバン・ドゥケ大統領の就任100日時点での支持率である27.２％を22.５ポイント上回る支持率となった[19]。
- 2023年7月29日、ペトロ大統領の長男がマネーロンダリング（資金洗浄）容疑で逮捕され、麻薬カルテルから受け取った資金を選挙費用に流用していた疑惑が浮上した。8月3日、ペトロ大統領は疑惑を否定し政権続投を表明したが、議会が暫定調査を開始した。ペトロ連立政権から離脱する政党が相次ぎ、公約の医療・年金制度改革も進んでいないことから政権発足1年で支持率は低迷しており、大統領が弾劾され政局が流動化する可能性もある[20]。

## 国際関係

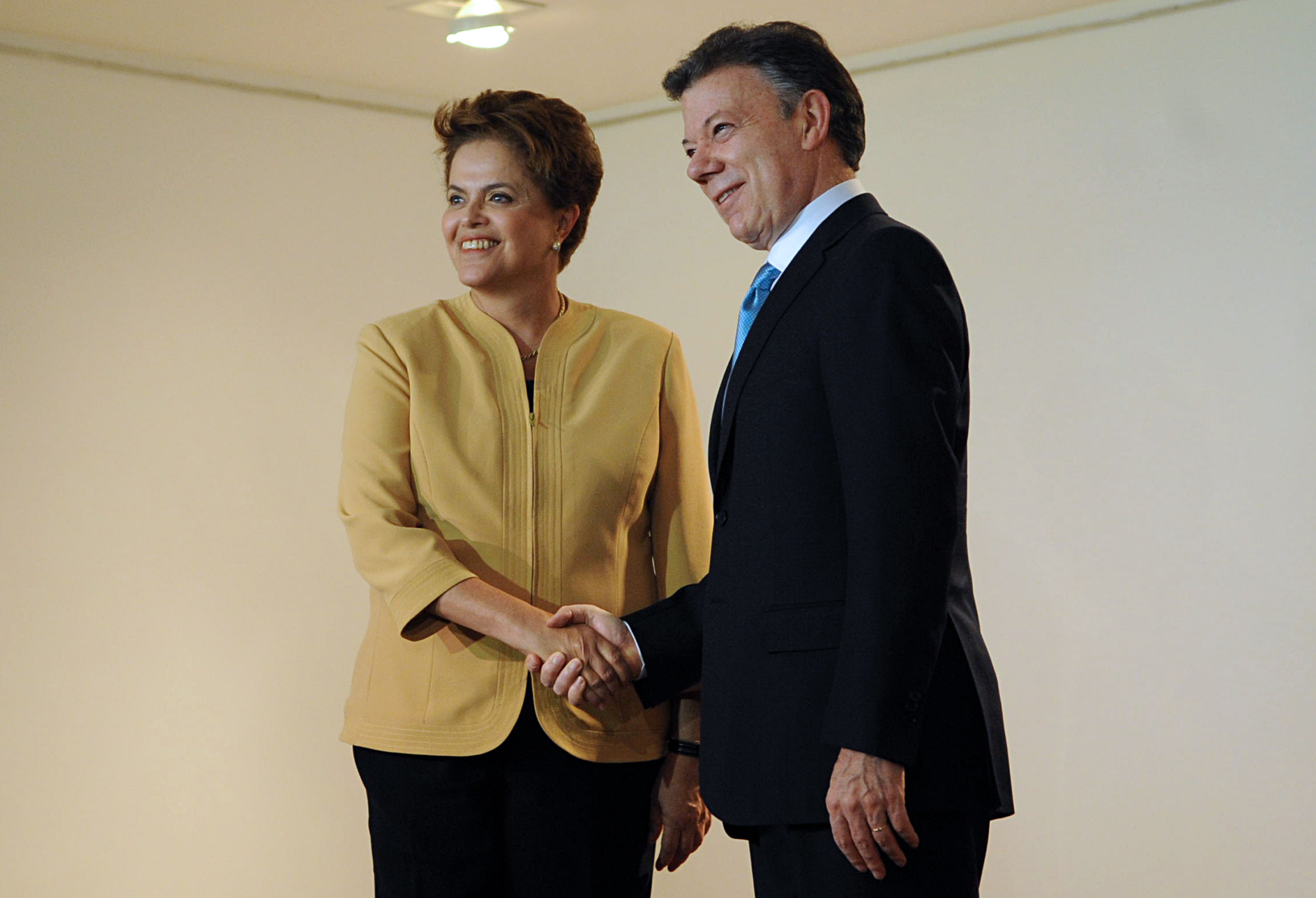
第57代大統領フアン・マヌエル・サントス（右）とブラジル大統領ジルマ・ルセフ

伝統的に隣国のベネズエラ、エクアドルからは再度、両国を侵攻して再び大コロンビアを結成するのではないかとの警戒心を持たれている。両国との国境はゲリラと政府軍との戦場になり、近年ではベネズエラのウゴ・チャベス大統領は、FARCにベネズエラ国内を聖域として提供するなどの行動で両国間の問題となった。このため、一時はコロンビアによるベネズエラ侵攻が現実性を持った政策として浮かんだ一方で、エクアドルとの間ではコロンビア軍によるエクアドルへ逃げたゲリラへの越境攻撃や、枯葉剤の散布が問題となっている。2008年3月、ゲリラへの越境攻撃作戦でエクアドルとの国交が断交。エクアドルに同調し、ニカラグアも断交を発表した。2009年7月にはコロンビアが駐留米軍増強を計画していることについてベネズエラが反発、ベネズエラはロシア製戦車の調達を増やすことで対抗するとしており、コロンビア、ベネズエラ間の緊張が高まっている（アンデス危機）。
アメリカ合衆国との関係では、1903年にアメリカの援助を受けてパナマ地峡がパナマ共和国として独立したが、1921年にアメリカとの合意が達成され、パナマの独立はコロンビア政府によって承認された。パナマの独立承認後1920年代から合衆国資本により経済支配が進んだ。その後も親米路線は徹底し、近年ウリベ政権が米国からの援助で内戦を終結させようとする傾向を強くし、イラク戦争を支持するなど一層の同盟関係の強化が進んだ。現在はアメリカとの自由貿易協定締結を目指している。2009年8月14日には、アメリカとコロンビアとの間で軍事同盟が正式発効した。しかし、これにベネズエラが「宣戦布告」と反発している。
2010年7月22日、ベネズエラとの国交を断絶したが同年8月11日、国交を回復することで合意した。
ベネズエラ経済危機でベネズエラ難民がコロンビアに殺到しており、2018年9月時点でその数は100万人を超える。ベネズエラ難民による犯罪が社会問題になっている。
2019年2月24日にコロンビアからベネズエラに運ばれる人道支援物資を国境のベネズエラ軍が妨害したことが原因で両国の緊張が高まり、ベネズエラのマドゥロ政権はコロンビアとの国交を断絶した。しかし2022年8月7日にコロンビア初の左派政権となるグスタボ・ペトロ大統領が就任したことをきっかけに、8月28日にベネズエラとの国交回復が行われた。
2010年、環太平洋パートナーシップ協定（TPP）に参加する意向を明らかにした。

### 日本との関係
1908年（明治41年）5月25日、「日本コロンビア修好通商航海条約」調印により、両国間の国交が開かれた。コロンビアに初めて足を踏み入れた日本人は庭師の川口友広とされている。1908年、商用目的で日本を訪れたコロンビア人アントニオ・イスキエルド（1862‐1922）が川口ら3名の日本人をコロンビアに連れて帰り、川口はボゴタにあるイスキエルド所有の森林を整備し、1910年に開催された独立100周年記念の博覧会場として利用された。川口は日本で皇族の庭仕事をしていただけでなく、大隈重信の下でも働いていた経験があり、大隈の推挙によりイスキエルドとともにコロンビアに渡ったとされる。渡航後の川口の消息は不明だが、ボゴタに墓碑があるとの未確認情報もある。
川口の次にコロンビアに入国した日本人は1915年（大正4年）、広島県竹原市出身の水野小次郎である。水野はカリブ海沿岸のバランキージャに移住し、同郷の者を呼び寄せ、これが日系コロンビア人の源流となった。1921年（大正10年）に商社員の星野良治がボゴタに移住。星野は2年後の関東大震災で東京の本社が壊滅したため永住を決意。ローラ・トレドという現地女性と結婚。子供のホルヘ・ホシノは造園業者として成功し、昭和天皇崩御の際は当時のバルコ大統領の代行で来日した。1923年には島清、中村明ら5名が「安洋丸」でブエナベンツーラ港に入港。1926年、海外興行会社社員の竹島雄三らにより移住候補地の調査開始。1929年（昭和4年）、主に福岡県などから入植が始まり、農業で成功した。ブラジルやペルーに比べて少ないが、現在もカリを中心に1800人ほどの日系コロンビア人が存在し、南米の日系移民では最も成功したとされる。1941年の太平洋戦争で一時国交を断交したが、戦後の1952年に再開した。また戦後の食糧難の時代にコロンビアは日本に米を送った。貿易関係ではコロンビア産のコーヒー、花卉が多く日本に輸出、自動車、電子機器がコロンビアに輸入されている。
現在は官民の各部門で両国の文化・人材交流事業を積極的に展開している。

## 軍事

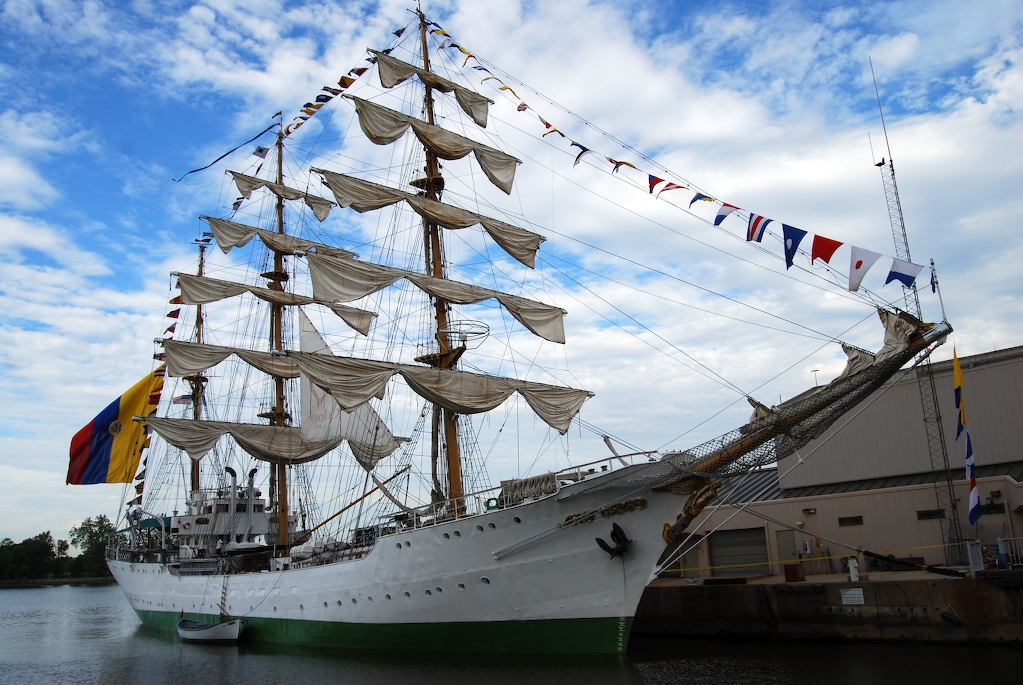
コロンビア海軍の練習帆船「ARC グロリア」

コロンビア軍は3軍からなり、2004年の時点で国防予算は2,760,000,000米ドルである。徴兵制が敷かれており、総兵力232,700人を数える。それぞれの兵力は、
- コロンビア陸軍: 兵員207,000人
- コロンビア海軍: 兵員28,800人
- コロンビア航空宇宙軍: 兵員8,200人

となっている。40年以上続くゲリラとの内戦のために特に陸軍の規模が大きく、またアメリカ合衆国からの潤沢な軍事援助を受けている。軍は主にコロンビア内のゲリラ組織との戦いに当たる。

### 国家安全保障
ボゴタソ以降、1960年代から内戦が本格化し、現在までコロンビア内戦が継続している。
1980年代の和平によりm - 19が離脱し、現在敵対する左翼ゲリラ組織はコロンビア革命軍 (FARC) と民族解放軍 (ELN) だけになっており、近年ではウリベ政権はコロンビア自警軍連合などの極右民兵の武装解除をアピールしている。ベネスエラのウゴ・チャベス大統領がFARCに聖域を提供するなどの行為もあり、未だに予断を許さない状態である。ウリベ政権はアメリカ合衆国のコロンビア計画を履行し、同国の支援を受けて軍拡を行い、治安維持に全力をあげている。

## 地理

コロンビアの自然区分
六つの地域に分かれる。

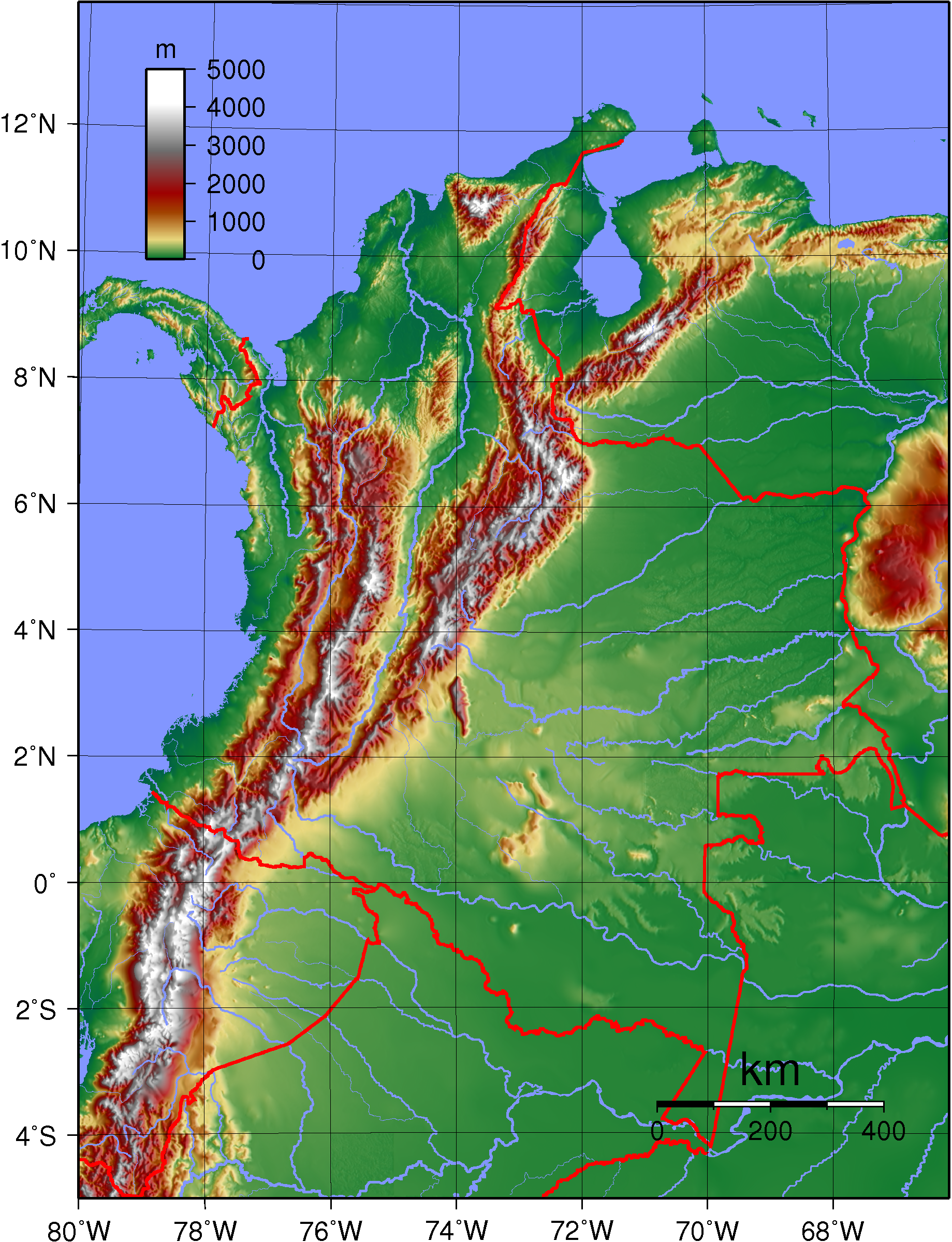
コロンビアを中心とする北アンデスの地形

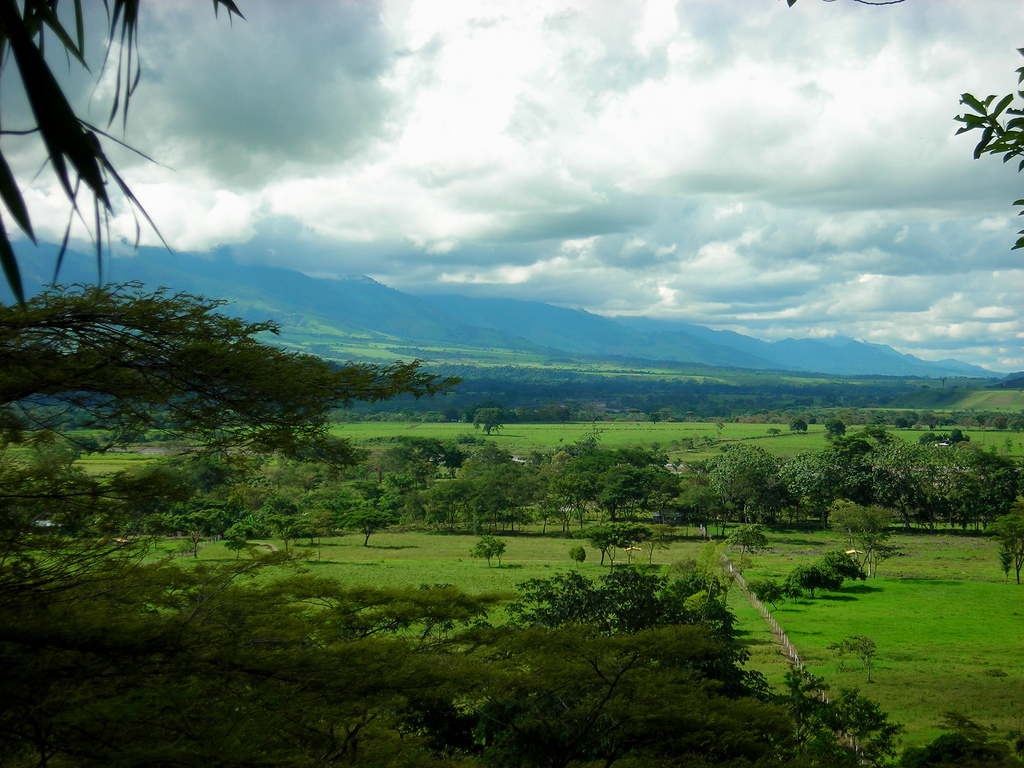
コロンビアのリャノ

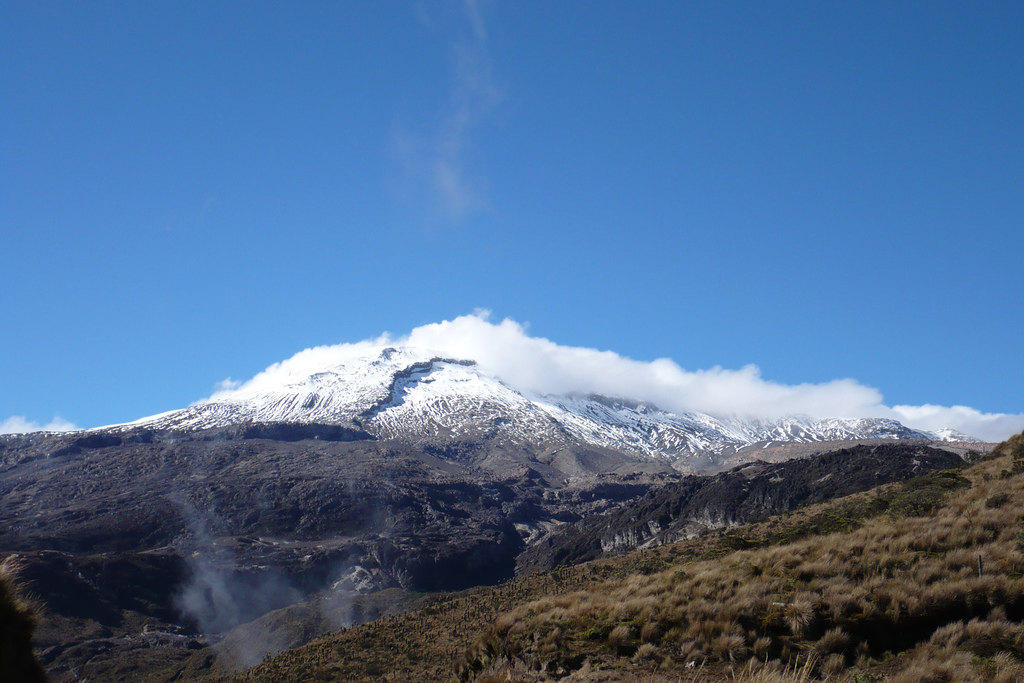
ネバド・デル・ルイス火山

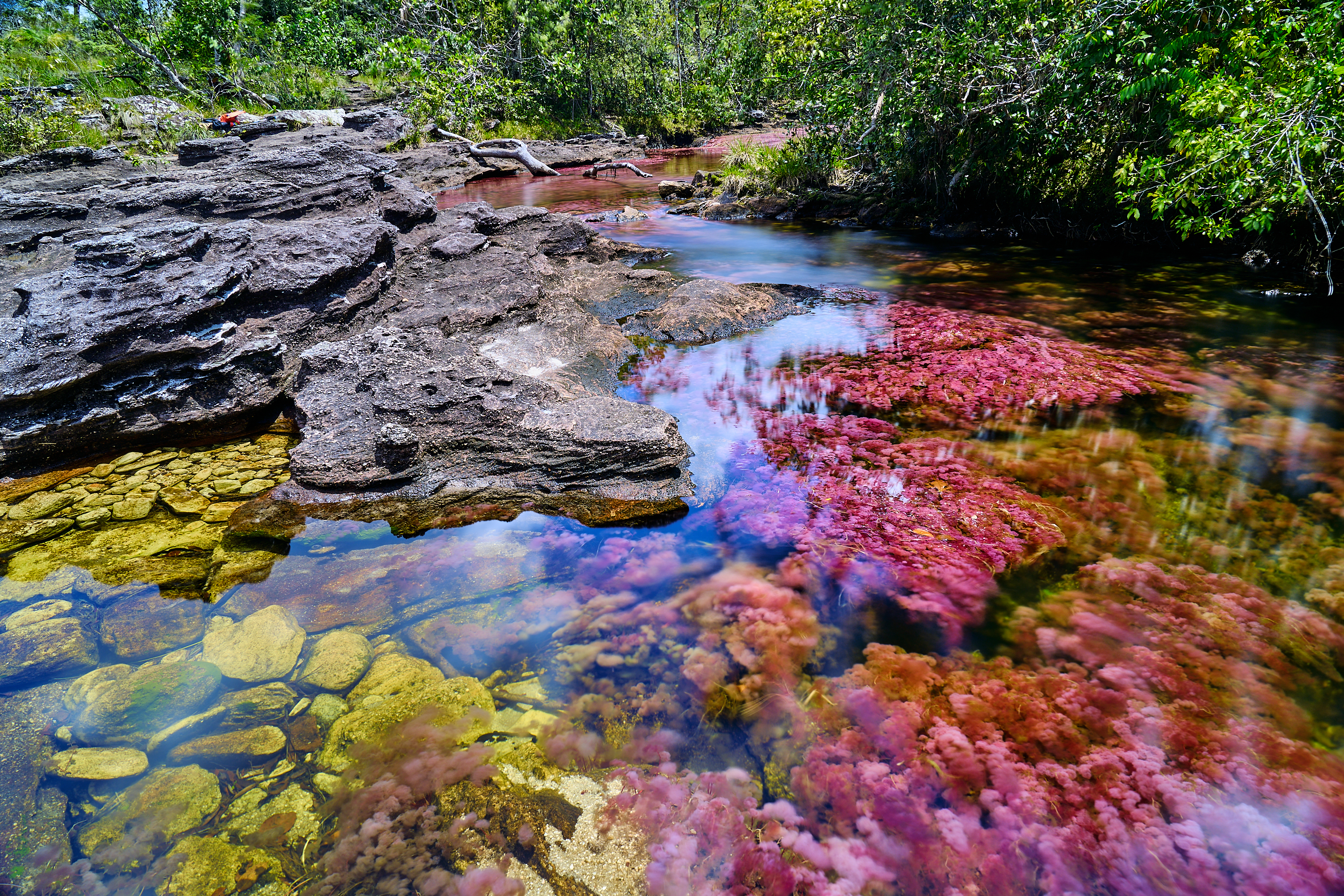
マカレナ山地から流れる川キャノ・クリスタレスの川底には様々な水草（Rhyncholacisなど）が生えており、ピンク・緑など様々な色彩となる。

国内はコロンビアの自然区分によると、（I）アンデス地域（Andean Region）、(II)カリブ海岸低地地方（Caribbean Region）、（III）太平洋低地（Pacific Region）、東部の（IV）オリノコ地域（Orinoquía Region）・（V）アマゾン地域（Amazon Region）、及び（VI）島嶼（Insular Region）に分かれる。人口密集地は六地域に分けることができ、この六地域の反目がお互いを刺激しあって、競争による発展と時として暴力を用いた激しい対立を招いている。
東部はそのままベネスエラの地形に続きオリノコ川流域平原にはリャノが、グアジャナ高地にはアマゾンの熱帯雨林が広がり、これらの地域は国土の2/3を占めている。東部にはブラジルのネグロ川に連なるグアビアーレ川が流れる。東部を除いた残りの西部は国土の1/3を占め、人口の大部分はこの西部に居住していて、国土が広い割には人間がまとまって住んでいる地域は西部のアンデス地方や沿岸部に限られる。エクアドル国境付近の海岸地帯ではマングローブの林が広がる。北部にはマグダレーナ川やカウカ川が南から北のカリブ海に流れる。

### 山
北部には国名と同様、カリブ海側のシエラ・ネバダ・デ・サンタ・マルタ山地には、コロンにちなんで名付けられた国内最高峰の北部海岸サンタ・マルタに近い独立峰クリストバル・コロン山（標高5775m）がある。ボゴタ西方のネバドデルルイス火山（標高5389m）は1985年の噴火で史上最悪の2万3千人という犠牲者を出した。太平洋側では、パナマからプエナベントゥラまで続くバウド山脈は中央アメリカの延長である。
エクアドルから続くアンデス山脈は西部のオクシデンタル山脈と、中央のセントラル山脈、東部のオリエンタル山脈に別れ、山脈内でも場所や高度によりまた違った世界が存在している。オクシデンタル山脈には3000m級の山、セントラル山脈にはウイラ山（5364メートル）、トリマ山（5220メートル）、ルイス山（5321メートル） などの5000m級の山が存在し、そこには氷河も残っており、メデジンを含むアンティオキア地方や、カリを含むバジェ・デル・カウカ（カウカ河谷）地方もこの山脈内にある。中央山脈は430万年前の地殻変動・火山活動で隆起した。火山性堆積物（火山灰、軽石など）が多く、現在も多数の火山が存在する。溶岩流や土石流によって作られた平坦な地形も多く見られる。
オリエンタル山脈は首都のボゴタを含むクンディナマルカ地方を擁し、カリブ海に向かうペリハ山脈と、ベネスエラのメリダ山脈に続く。
全長1200メートルを超え最長であり、中央部は最大幅350キロメートルに達するクンディボヤセンセ高原がある
東部のこの山脈の西斜面は、南部と北部の地域に分けることができ、南部はアマゾン地方からの湿った空気で潤い、北部はやや乾燥しておりリャノと呼ばれる平原へと続いている東部斜面は一般に乾燥しており、河川を利用して農牧業は発達している。

### 川
アンデス山脈の高峰から生まれる河川は様々な景色を生み出し、複雑なものとなっている。
西部の山脈は、太平洋沿岸を南北に走り、全長1200キロメートルあり、太平洋の湿った空気が西斜面にぶつかり年間8000ミリの降水量を記録し、そこを流れる河川は、アトラト川をはじめ豊富な水量を誇っている。また、これらの河川の流域には熱帯雨林が形成され、森林資源となっている。
西部と中央山脈の谷間にはカウカ川、東部と中央山脈の間にはマグダレナ川が北へと流れ、カリブ海へと注いでいる。

### 気候
コロンビアはその国土の全てが北回帰線と南回帰線の間にあり、基本的には熱帯性の気候だが、気候はアンデス山脈の高度によって変わる。また、自然環境の多様性ももたらしている。
- 標高900mまでが熱帯のティエラ・カリエンテ（Tierra caliente）となり、年間降水量は1500mm - 2000mmに達し、年間平均気温は24℃以上で、バナナ、砂糖黍、米、大豆などが栽培されている。
- 標高900m - 2000mまでがティエラ・テンプラーダ（Tierra templada）となり、年間降水量は1500mm - 3000mmに達し、年間平均気温は17℃-24℃で、コーヒーは主にこの地域で栽培される。
- 標高2000m - 3000mまでがティエラ・フリア（Tierra fría）となり、雲霧林（クラウド・フォレスト）が存在し、年間平均気温は12℃-16℃で、国土の15%はこの気候である。
- 標高3000m - 4500mまでがパラモ（páramos）となり、木の生えない草原地帯が広がる。パラモとは、コロンビア、ベネズエラ、エクアドルの赤道アンデスに固有な環境区分帯で、寒冷で湿潤な高地部を指す[32]。
- 標高4500mが雪線となり、ティアラ・エラーダという万年雪に覆われた世界となる。

## 地方行政区分

コロンビアの地方行政区分

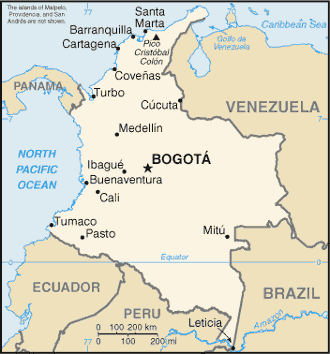
コロンビアの地図

コロンビアには33の県（departamento）が設けられている。また、首都ボゴタは特別区域である。「コロンビアは地域主導の国である」と言われる通り、各地域ごとの対立が激しい。
1. アマソナス県（レティシア）
2. アンティオキア県（メデジン）
3. アラウカ県（アラウカ）
4. アトランティコ県（バランキージャ）
5. ボリーバル県（カルタヘナ）
6. ボヤカ県（トゥンハ）
7. カルダス県（マニサーレス）
8. カケタ県（フロレンシア）
9. カサナレ県（ヨパル）
10. カウカ県（ポパヤン）
11. セサール県（バジェドゥパル）
12. チョコ県（キブド）
13. コルドバ県（モンテリーア）
14. クンディナマルカ県（ボゴタ）
15. グアイニーア県（イニーリダ）
16. グアビアーレ県（サンホセ・デル・グアビアーレ）
17. ウイラ県（ネイバ）
18. ラ・グアヒーラ県（リオアチャ）
19. マグダレーナ県（サンタ・マルタ）
20. メタ県（ビジャビセンシオ）
21. ナリーニョ県（サンフアン・デ・パスト）
22. ノルテ・デ・サンタンデール県（ククタ）
23. プトゥマヨ県（モコア）
24. キンディオ県（アルメニア）
25. リサラルダ県（ペレイラ）
26. サン・アンドレス・イ・プロビデンシア県（サンアンドレス）
27. サンタンデール県（ブカラマンガ）
28. スクレ県（シンセレホ）
29. トリマ県（イバゲ）
30. バジェ・デル・カウカ県（カリ）
31. バウペス県（ミトゥー）
32. ビチャーダ県（プエルト・カレーニョ）
33. ボゴタ（Distrito Capital 首都地域）

### 主要都市
主要な都市はボゴタ（首都）の他、メデジン、サンティアゴ・デ・カリ、バランキージャ、カルタヘナ、ブカラマンガ、ククタがある。

## 経済

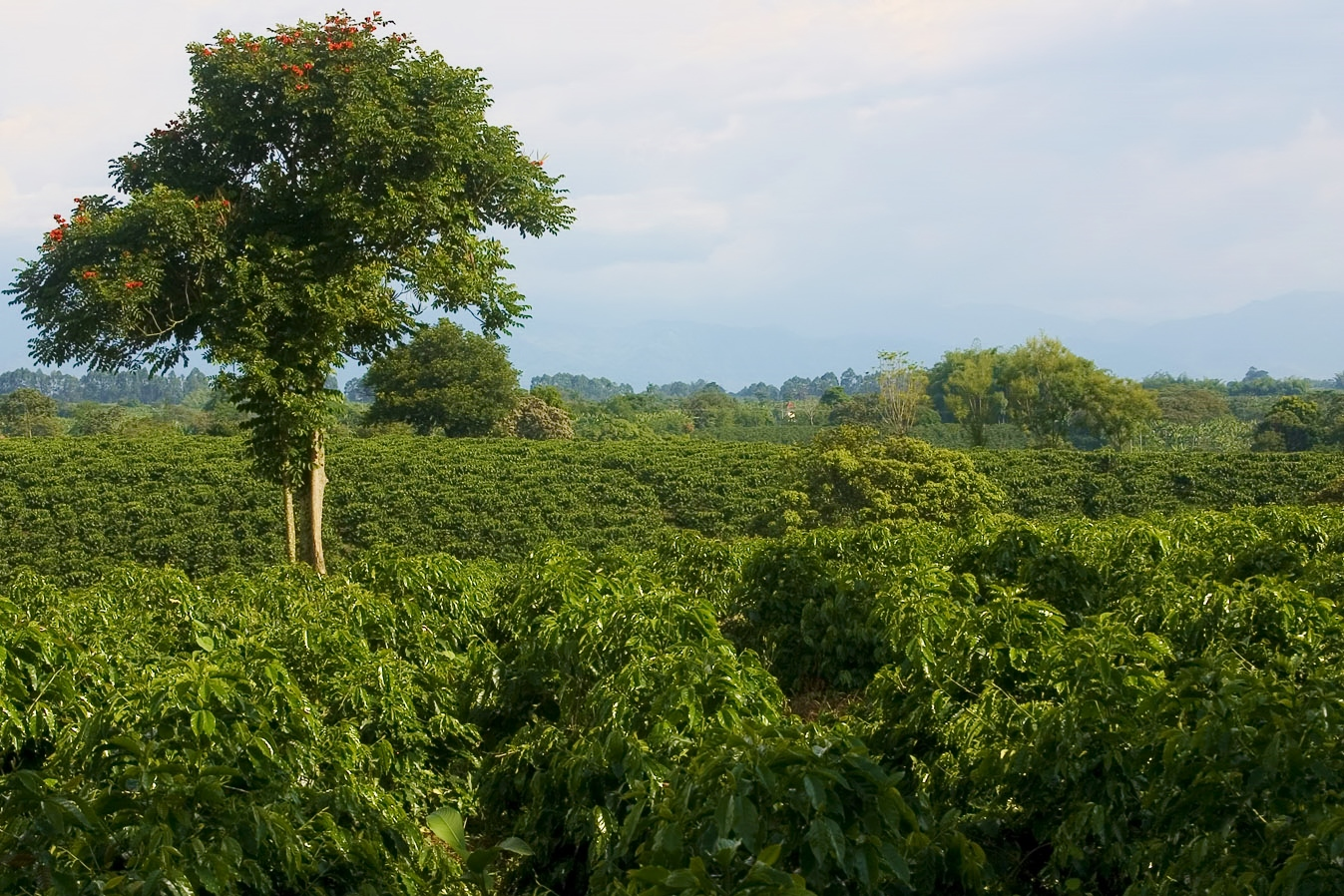
キンディオのコーヒー農園

国際通貨基金（IMF）の統計によると、2018年の国内総生産（GDP）は3,310億ドルである。世界39位であり、南米ではブラジル、アルゼンチンに次ぐ3位である。また、日本の大阪府の県内総生産（2016年度）の約94%の経済規模でもある。アンデス共同体の加盟国、メルコスールの準加盟国であり、南米共同体の加盟国でもある。
コロンビアの経済は、繰り返される内戦という政治の不安定さとは裏腹に20世紀に入ってからはラテンアメリカ諸国の中でも最も安定した成長を続けた。「ラテンアメリカの失われた10年」である1980年代にも他の南米諸国が苦境に喘ぐのとは対照的に、ハイパーインフレやマイナス成長を記録したことはなかった。例を挙げると、国連ラテンアメリカ経済委員会の報告では1981年から1990年までの国民総生産（GNP）総成長率は10年間で42.2%となり、一人当たり成長率でも16.2%となった。1999年には1932年以来初めてのマイナス成長を記録したが、その後は再び順調な成長を続けている。しかし、このような安定成長と引き換えに、他の南米諸国のようなダイナミックな高成長を記録することもあまりないのが特徴である。
また、貧富の格差はとても大きく、国民の約3分の1が貧困層にある。失業率も高い。経済協力開発機構（OECD）によると、2015～2018年において、労働者人口に占める自営業者の比率は50％を超えており、調査対象38カ国で2-3位のギリシャやブラジル（いずれも30％台）や29位の日本（10.3％）を大きく上回りトップクラスである。
現在はボゴタが最大の都市だが、内陸のため元々は経済の中心地ではなく、20世紀後半まではアンティオキア地方の中心地メデジンや、1960年代に入ってから急速に成長を遂げたカウカ地方のカリなどがコロンビア経済を牽引していた。
もともと石炭、金、コーヒー、エメラルド、バナナ等の産品が知られていたが、1980年代に大規模な油田が発見されるなど産業が拡大しつつある。内戦により難民や寡婦が大量発生、1990年代後半からは貧困層女性らの受け皿として政府は花卉栽培に力を入れ、様々な社会保障策も推進、コロンビアの生花は欧米・日本に輸出され、2024年現在特にカーネーションとバラの生産量は世界第1位となっている。
Facebook、Google、マイクロソフトなどが相次いで進出して、2007～12年に同国のIT（情報技術）産業は177％成長し、68億ドル規模となった。

### 労働
コロンビアは労働環境が整備されておらず、世界的に見ても労働環境が良くない国である。2021年に経済開発協力機構(OECD)によって行われた年間労働時間ランキングでは、全就業者平均の1人当たりの年間実動時間が1,964時間であり、メキシコ、コスタリカに次ぐ第3位を記録している。
また、2021年に国際労働組合総連合グローバル権利指数(2021 ITUC Global Rights Index)が発表した「労働者にとって最悪な10カ国」にもコロンビアはランクインした。これは団体行動権や団体交渉権といった労働者が持つ権利がどの程度尊重されているかを指標化したものである。労働時間のみならず、労働者が持つ権利の観点からもコロンビアは労働環境が整備されていない国だということができる。
また、2020年から2021年にかけて行われたコロンビア政府の「国民生活時間調査」(ENUT：Encuesta Nacional de Uso del Tiempo)によると、有給労働を行っている男性が53.３％、女性が29.９％であり、無給労働を行っている男性が63.0%、女性が90.３％であった。このデータからも分かるように、コロンビアは労働時間が長いにもかかわらず、かなり高い割合で無給労働が行われている。また、男性と女性の労働に関する格差も問題である。

### 農業
19世紀の終わりから熱帯の換金作物のプランテーションが導入され、特にコーヒーは20世紀を通して外貨の稼ぎ頭であり、産出量は世界で2番目であった。コロンビアのコーヒー産地の文化的景観は、世界遺産にも指定されている。ただし、21世紀になり2位の座を新興生産地の一つであるベトナムに明け渡したほか、2010年代には、コーヒー豆の国際価格が下落し、主要生産地であるウイラ県やアンティオキア県では立ち行かなくなる農家も見られるようになっている。なお、コロンビアの可耕地面積は国土の3.3%程（2005年）である。
切り花（特にバラやカーネーション）の輸出国でもあり、米国、欧州の他に日本へも輸出されている。
世界有数のコカ栽培国と知られており、生産されたコカインは欧米諸国を中心に密輸されている。コロンビア革命軍はコカインの密輸によって1990年代以降に組織の拡大に成功した。これを受けて、2000年代に政府はアメリカなどの支援を受けて、コカ農園に除草剤ラウンドアップの大規模な空中散布を行い一定の成果を上げた。しかし、政府の管理下に置かれていない地域が広く、農園の根絶は困難な状況が2020年代現在も続いている。
2019年に行われた全国農業調査（ENA：Encuesta Nacional Agropecuaria）によると、2019年に生産された農作物の総生産量は63億トンである。この66.7％に当たる4,220万トンが工芸作物であり、コロンビアで生産される農作物の中で最も高い割合を占めている。コロンビアにおいてはコーヒー、アブラヤシ、サトウキビなどがこの工芸作物に該当する。

### 鉱業
コロンビアは1991年憲法により、全ての地下資源を国家が所有している。以前は地方の治安が悪かったために探鉱・油田開発が殆ど行われていなかったが、治安改善に従って欧米メジャーによる開発が進んでいる。石炭、石油、天然ガスを産し、全輸出額に占める原油と石炭の割合は30%に達する。コロンビアの石炭産出量は西半球に限定すれば3位に達する。品位の高い瀝青炭の比率も高い。
油田はベネズエラ国境に近いマグダレーナ川流域に分布する。最も重要な金属資源は世界シェア7位（5.1%）を占めるニッケル鉱（7.1万トン、2003年）である。その他、鉄、銅、鉛、金、白金、銀、マグネシウムを産する。金と白金の産出量は南米では2位、1位を占める。全ての金属鉱床はアンデス山脈に沿って点在する。このほか、リン鉱と塩も産出する。エメラルドの産出量は世界市場の約80%を占める。1990年時点では300万カラットに達した。

### 観光
コロンビアの観光業は1940年代に始まり、現在も発展している。主な観光地としては首都ボゴタのほかカルタヘナ、サンタ・マルタ（シモン・ボリバルの没した町）、メデジン、カリ、バランキージャ、サン・アンドレス島などがあり、それぞれ異なる嗜好の観光客を惹きつけている。
外務省をはじめとして各国が渡航中止勧告や要注意勧告を出しているにもかかわらず多くの旅行者がコロンビアに惹きつけられている。コロンビアには2006年に150万人の観光客が入国したが、これは前年比50%増であった。
治安に関しては郊外や観光客があまり訪れない場所にさえ行かなければ、危険な目に遭うことは少ないと考えられている。ウリベ政権発足後の劇的な治安回復が、今後の観光業の発展に良い影響を及ぼすことが期待されている。
地理や植生が多様で豊かであるため、エコ・ツーリズムも盛んである。カリブ海岸のカルタヘナはビーチ・リゾートとして有名である。

## 国民
コロンビアの国民は、国の歴史の多様性と同じように様々な人々によって構成され、ヨーロッパ系移民、インディヘナ、アフリカ系、中東系をはじめとするアジア系などが主な構成要素となっている。インディヘナの多くはメスティーソに統合されたが、現在もメスティーソとははっきり異なるインディヘナの集団は存在する。
ヨーロッパからコロンビアに入国した移民のほとんどはスペイン人であったが、第一次世界大戦と第二次世界大戦では、多くのイタリア人、ドイツ人、ポルトガル人、ユダヤ人、オランダ人、ポーランド人、フランス人、イギリス人、ハンガリー人、ギリシャ人、スイス人、ベルギー人が国に移住した。その後、冷戦はリトアニア人、ラトビア人、ロシア人、ウクライナ人、アルメニア人のさまざまなグループをコロンビアに移した。例を挙げれば、アンタナス・モックス前ボゴタ市長は、その名前が示すように、リトアニア系の子孫である。アフリカ系の住民は、16世紀と19世紀に奴隷として捕らえられた人々の子孫であり、ほとんどがカリブ海沿岸の熱帯低地に住んでいる。もう1つの大きな移民グループは、オスマン帝国に迫害され逃亡した中東出身のレバノン人、パレスチナ人、シリア人、ヨルダン人、イラク人であった。中国人、日本人、韓国人のようなアジアの移民は、国のいくつかの主要都市で見られる。近年、国への移民の最大数は、退職の一環として国に引っ越すアメリカ人とカナダ人である。
民族構成は、メスティソ45%、ヨーロッパ系42%、ムラート4%、インディヘナ4%、アフリカ系3%、その他(アジアまたはジプシーティコ)2%となっている。
コロンブスが到着する前は、この地域には先住民族が住んでおり、現在はインディヘナと呼ばれている。現在、インディヘナの人口は約1,900,000人と推定されており、102を超える部族に分かれている。彼らの多くはチブチャ語またはカリブ海の言語を話す。アル・ウアコス、ムイスカ、クナが登場。も大きなコミュニティを築いている。
移民の多くはカリブ海沿岸のバランキージャに定着した。移民の出身国としては、レバノン、イタリア、ドイツ、アメリカ合衆国、中国、フランス、ポルトガル、そしてロマなどが挙げられる。カリブ海沿岸においてドイツ系と中国系の占める役割は大きい。南西部のカリを中心にカウカ地方には少数ながら日系人もいる。
世界のどのような類似の地域よりも多様性に富んでいて、ラテンアメリカの中でも極めて地域主義が強い国である。例を挙げるとアンティオキア人はコロンビア人であることよりもまずアンティオキア人（アンティオケーノ）であることを優先するといわれ、他のコロンビア人にない貯蓄や開拓の気風はこうした傾向を一層強めた。そのため19世紀中にコロンビア全地域の商業がドイツ人とシリア人のものになってしまったのにもかかわらず、アンティオキア地方だけはアンティオケーノだけが商業を担った。こうした事情があいまって、1920年代にコーヒー景気によって発達したアンティオキア経済は、1960年代にカウカ地方のカリに抜かれるまでメデジンを国内経済の中心地とするほどだった。

### 先住民族
2018年に行われた国勢調査(CNPV：Censo Nacional de Población y Vivienda)によると、自らを先住民族と認識している人口が約190万人であった。前回の国勢調査(CG：Censo General・2005年実施)では約139万人であり、先住民族人口が13年の間に36.8％増加している。この変化の要因として、出生率以外の要因が2つ考えられる。まず1つ目は、先住民族が多い地域にも調査対象範囲が広がったことだ。そして2つ目は、先住民の民族的な自己認識が高まったことだ。

### 人口
1950年代初頭に推定された人口は約1200万人で、1964年の国勢調査では約17,482万人、1974年の推定では約2395万人、1983年半ばの推定では約2752万人であった。 2020年の人口は約5,000万人で、ブラジルとメキシコに次ぐラテンアメリカで3番目に人口の多い国である。20世紀半ばには、農村部から都市への人口の大規模な移動があったが、徐々に減少している。人口は10万人を超える30の都市がある。国の土地の54%を占める東部の低地には人口の3%しか住んでおらず、人口密度は1人/ 1 km2未満である。コロンビアの総人口は2030年に5500万人を超えると予測されている。

### 宗教
人口の95%以上がキリスト教徒であり、その内カトリック教会が90%である。約1%がインディヘナの伝統宗教であり、ユダヤ教、イスラーム教、ヒンドゥー教、仏教はそれぞれ1%以下となる。
1960年代初頭までのコロンビアは国家と教会が密着した信心深いカトリックの国であり、人々はカトリック的な倫理規範を重要なものと考えていた。しかし、エル・ティエンポ紙の行った世論調査によると、信者の数は多いにもかかわらず、人口の60%は熱心に信仰していないとのことであり、1960年代以降の都市化、工業化、世俗化の中で、カトリックに代わる新しい世俗的な倫理を生み出せていないことが近年の治安悪化の要因だとする説もある。

### 婚姻
婚姻時に女性が改姓する必要はない（夫婦別姓で問題ない）が、父方の姓を夫の父方の姓に置き換えるか、de+夫の父方の姓を後置することができる。2016年からは同性婚も可能となった。

### 言語
コロンビアでは80以上の言語が話されており、50万人が先住民の言葉を今も話しているが、公用語はスペイン語であり、日常生活でも使われている。また、コロンビアのスペイン語は南米で最も正しくスペイン語のアンダルシア方言を残しているといわれている。

### 教育
1580年にコロンビア初の大学である聖トマス・アクィナス大学が創設され、伝統的に植民地時代から北部南米の学問の中心地であったボゴタが「南米のアテネ」と呼ばれて多くの知識人を生み出したのとは対照的に、民衆への教育はあまり積極的に行われなかった。そのため、2011年の推計で15歳以上の国民の識字率は93.6%（CIA World Factbook）と域内でも低い部類に属する。
5年間の初等教育、及び4年間の前期中等教育は義務教育であり、無償となっている。前期中等教育を終えると、二年間の後期中等教育が任意であり、後期中等教育を終えると高等教育への道が開ける。80%以上の児童が小学校に入学し、60%以上の小学生は5年生の小学校を卒業すると6年制の中学校に入学する。小学校の多くは私立学校である。
コロンビアには24の国公立大学と多くの私立大学があり、多くはボゴタに集中している。主な高等教育機関としては、コロンビア国立大学（1867年創立）、ロス・アンデス大学（1948年創立）、アンティオキア大学（1803年創立）、バジェ大学（1945年創立）などが挙げられる。
サントス政権は2011年10月3日に公立大学に独立採算制を導入し、民間資本の参入を促し、大学向け予算を削減する教育改革法案を発表した。これに抗議して、各地で学生や教職員が大学の民営化法案に反対してデモ行進した。学生団体によると、11月10日、首都ボゴタではデモ参加者が20万人に達した。11月9日サントス大統領はスト中止を条件に法案を撤回する用意があると表明した。

## 治安
社会学者のパウル・オキストによれば、16世紀から19世紀までの約300年間、コロンビアにおいては政治的暴力はほとんど発生しておらず、世界で最も治安の良い国のひとつであったという。1830年以降、内戦が起きていない期間の10万人あたりの殺人発生率は10人程度で極めて低い水準であった。ホセ・マリア・サンペール『コロンビア共和国の政治変革と社会状況』（1861年）によれば、「田舎者にとっては、政府は神話的人格であるが、われわれの間で政府とは、ひとりで武器を持たず徒歩で配達する郵便夫が、偶然に山賊に出会ったような予期せぬ場面でその危険を取り払うために三色旗を振れば十分であるほど敬意を払われている存在である。警察はどこにも存在しないし、犯罪を抑圧する手段は極めて限られている。しかし、それにもかかわらずこじ開けて侵入する泥棒や人を欺くような人間は非常に稀であり、また、職業的な盗賊はここでは例外的で、さらに刑罰制度には重大な欠陥があるにもかかわらず再犯者はめったにいない」。
19世紀のコロンビアの治安の良さの証拠として、コロンビアを旅行した米国人イサック・ホルトンの旅行記『アンデス地方の20ヵ月』（1857年）の記述「生命に対する犯罪に関していえば、ヌエバ・グラナダ全土の殺人は、ニューヨーク市だけの殺人件数の五分の一にも達していないと思われる」や、1884年のカトリック司祭のフェデリコ・アギラールによるコロンビアの犯罪統計と他国の比較検討で、チリ、メキシコ、ベネズエラ、エクアドル、スペイン、イタリアの殺人率はコロンビアよりも高く、「コロンビアでは、チリにおける日常的な山賊、メキシコにおける恐ろしい追いはぎ、グアテマラにおけるかなり頻繁な泥棒の心配をしないで旅行できる」などの記述が挙げられる。
19世紀以前のコロンビアはラテンアメリカ諸国の中で最も治安の良い国であり、内戦が絶えなかった19世紀後半において治安維持に関わる国家権力が弱く司法制度が十分機能していない状態であったにもかかわらず、一般犯罪は総じて少なかったことは正しく認識されるべきである。世界的に見ても20世紀前半まで治安の良い国であったとされる。
コロンビアはかつて誘拐と殺人の発生率が高い国であった。1960年代初頭の殺人事件発生数は3,000件ほどだったが、1990年代初頭にはこれが十倍の30,000件に達した。とりわけ国境付近のプトゥマヨ県、グアビアーレ県、アラウカ県のような地域では10万人当たりの殺人事件発生数は100人に達し、 1990年代には、発生した殺人事件のうち犯人の97%が処罰を受けなかった。こうした犯罪が1960年代以降急速に多発した原因としては、かつて国民の倫理的な規範に国家よりも遥かに強い影響を与えていたカトリックに代わる新しい世俗的な倫理を、カトリック的な倫理規範が解体された後も生み出せていないことが大きな原因であるともいう。
しかし、2002年に成立したウリベ政権と続く2010年に成立したサントス政権が治安対策に力を入れた結果、飛躍的な治安改善が成し遂げられつつある。1990年代初頭には殺人事件発生数が10万人当たり77.5人だったが、2020年現在は22.6人にまで減少している。誘拐事件発生数も2002年には2882件あったが、2010年には282件に激減している。とはいえ先進国と比較すればいまだ犯罪発生率が低いとは言えないので、犯罪被害防止を常日ごろから心掛けて行動すべきとされる。
治安改善後、同国は観光に力を入れており、ボゴタ、メデジン、カリ、バランキージャなどの大都市やカルタヘナなどの観光地では警備体制が比較的整っているため、その他の地方と比較すると安全といえる。
近年、隣国ベネズエラの経済危機により、コロンビアへ逃れてくるベネズエラ難民が急増しており、2018年9月時点でその数は100万人にも及ぶ。ベネズエラ難民による犯罪が社会問題となっている。

## 文化

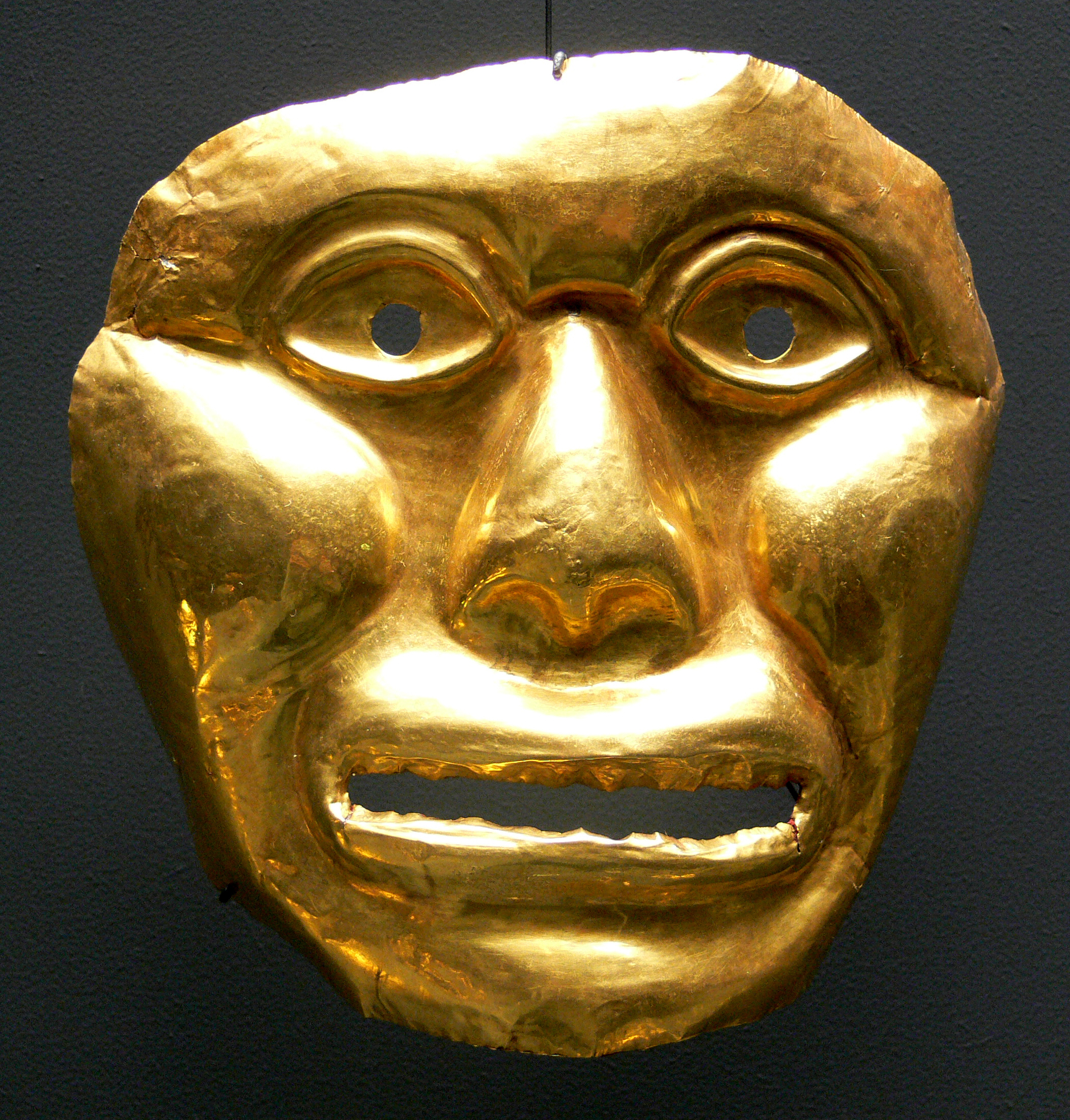
イラマ（カリマ）のトーテムマスク

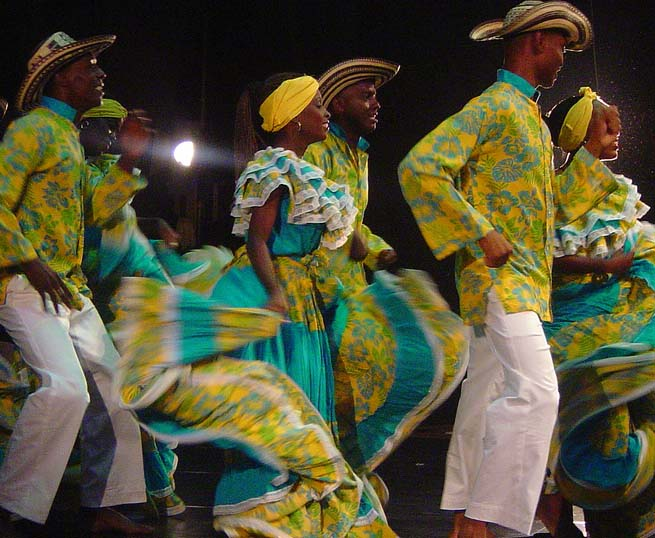
アフリカ系コロンビア人 の伝統的なパレンケの祭り

コロンビアの文化はラテンアメリカの交差点に位置しておりインディヘナ、ヨーロッパ系、アフリカ系、中東系をはじめとするアジア系の伝統が複雑に織り交ざって構成された多文化的な社会によって特徴づけられている。アメリカ合衆国の文化と、メキシコの文化、アルゼンチンの文化、カリブ海の文化をはじめとするラテンアメリカの文化から強く影響を受けているが、独立以前から受け継がれているスペインの文化の影響が最も強い。コロンビアの複雑な地形と数十年続いた社会分断により、コロンビアの文化は五つの文化的な領域（それは地理的な領域でもある）に強く断片化された。地方から都市への国内移民、工業化、グローバル化、及び国際的な政治的、経済的、社会的問題はコロンビア人の生活のあり方を変えた。

### 食文化

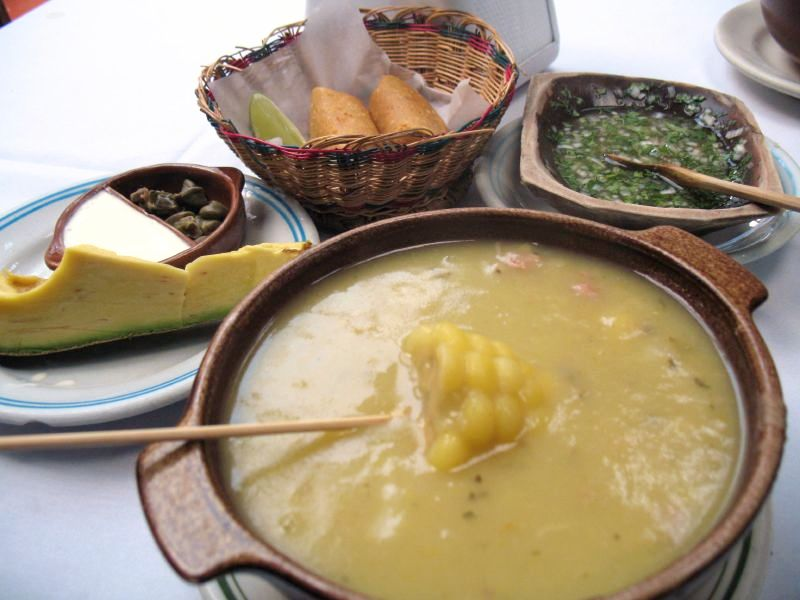
アヒアコ

コロンビアの主食はコメであるが、ジャガイモ、トウモロコシ、キャッサバ、プランテンもよく食べられている。トロピカルフルーツの種類も豊富である。
- アレパ…トウモロコシ粉のパン
- パタコン…プランテンのフライ
- エンパナーダ…南米風ミートパイ、餃子
- アヒアコ…鶏肉とジャガイモのスープ
- モンドンゴ…もつ煮込み
- サンコチョ…チキンスープ
- バンデハ・パイサ…（パイサ地方（アンティオキア県）の郷土料理。米、豆、肉、卵料理、アボカドの盛り合わせ）

### 文学

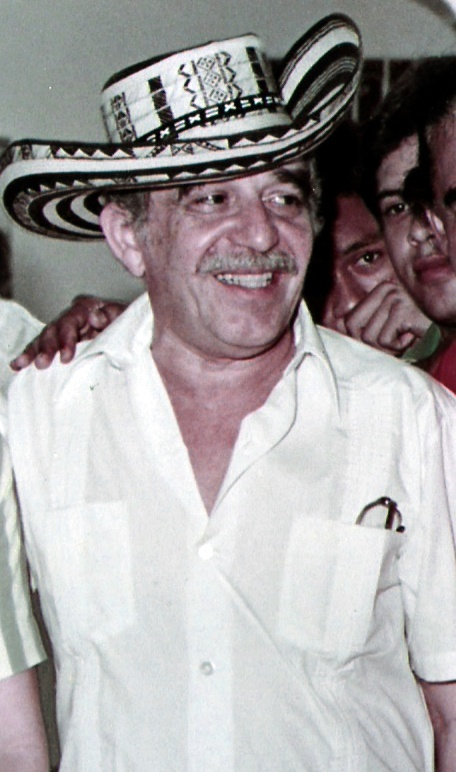
ノーベル文学賞作家 ガブリエル・ガルシア＝マルケス

スペイン征服後のコロンビアの文学は、17世紀初頭のエルナンド・ドミンゲス・カマルゴに遡る。
独立後の文学はロマン主義と結びつけられ、傑出した存在としてアントニオ・ナリーニョ、ホセ・フェルナンデス・マドリード、カミーロ・トーレス・テノリオ、フランシスコ・アントニオ・セアが活躍した。19世紀半ばから20世紀はじめにかけてコンストゥンブリスモ文学が人気となり、この時期の作家としてはトマス・カラスキージャ、ホルヘ・イサークス、ラファエル・ポンボが有名である。その後ホセ・アスンシオン・シルバ、ホセ・エウスタシオ・リベラ、レオン・デ・グレイフ、ポルフィリオ・バルバ＝ハコブ、そしてホセ・マリア・バルガス・ビラがモデルニスモ運動を展開した。1871年にはアメリカ大陸のスペイン語のプリメーラ・アカデメイアが設立された。
20世紀にはペドロ・ガルシアなどの詩人を生んだ。1939年から1940年にかけて詩人のホルヘ・ロハスが活躍した。「暴力」の時代にはゴンサロ・アランゴがニヒリズムとダダイスムから生まれたコロンビアの文学運動ナダイスモの担い手となった。ラテンアメリカ文学ブームが始まると、魔術的リアリズムの担い手であり『百年の孤独』『族長の秋』などで知られるラテンアメリカの声を代表する大作家ガブリエル・ガルシア＝マルケスがノーベル文学賞を受賞し大活躍した。同時代の作家としてはエドゥアルド・カバジェーロ・カルデロン、マヌエル・メヒア・バジェーホ、アルバロ・ムティスが挙げられる。アルバロ・ムティスは2001年にセルバンテス賞を受賞した。その他の現代作家としてはフェルナンド・バジェーホ（ロムロ・ガジェーゴス賞受賞）と、ガルシア＝マルケス以降、コロンビアで最も多くの本が買われている作家のヘルマン・カストロ・カイセードが挙げられる。

### 音楽
フォルクローレにおいては、20世紀初頭にバンブーコが発達した。カリブ海沿岸地方の伝統音楽クンビアは、ガイタ（スペインのガリシア地方のバグパイプ）や、黒人の太鼓など様々な要素から構成されている。クンビアはサルサ以前に汎ラテンアメリカ的な成功を収めてアメリカ合衆国にも進出し、今もラテンアメリカ諸国のポップスに大きな影響を与えている。クンビア以外に人気があるバジェナートはクンビアを基に発展しており、こちらはクンビアよりも洗練された雰囲気がある。また、ベネズエラで国民音楽とされているホローポも、ベネスエラとの国境付近のリャノで演奏されている。
米国ニューヨーク生まれのサルサも人気であり、コロンビア・サルサとしてカリを中心に発展している。
近年はコロンビアポップスの合衆国市場への進出も盛んであり、フアネス、シャキーラ、カミロ などが成功した音楽家として挙げられる。ラファエル・オロスコ・マエストレとディオメデス・ディアスは、バジェナートで成功したミュージシャンとしてリストされました。
また、コロンビアはかつてアルゼンチン、ウルグアイに次いでラテンアメリカで三番目にタンゴが好まれていた国でもある。

### 世界遺産
コロンビア国内には、ユネスコの世界遺産リストに登録された文化遺産が6件、自然遺産が2件ある。

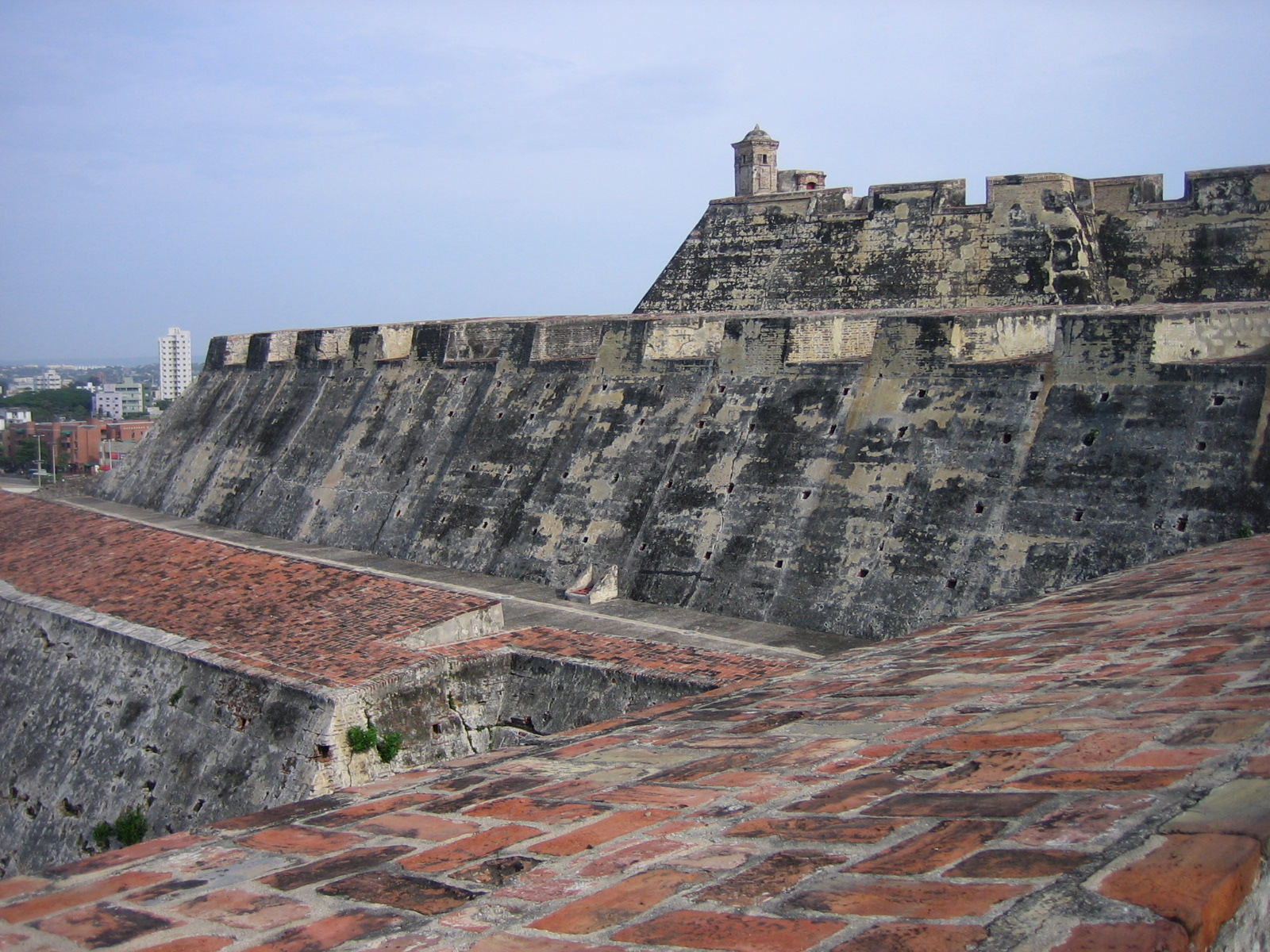
カルタヘナの港、要塞と建造物群 - （1984年、文化遺産）
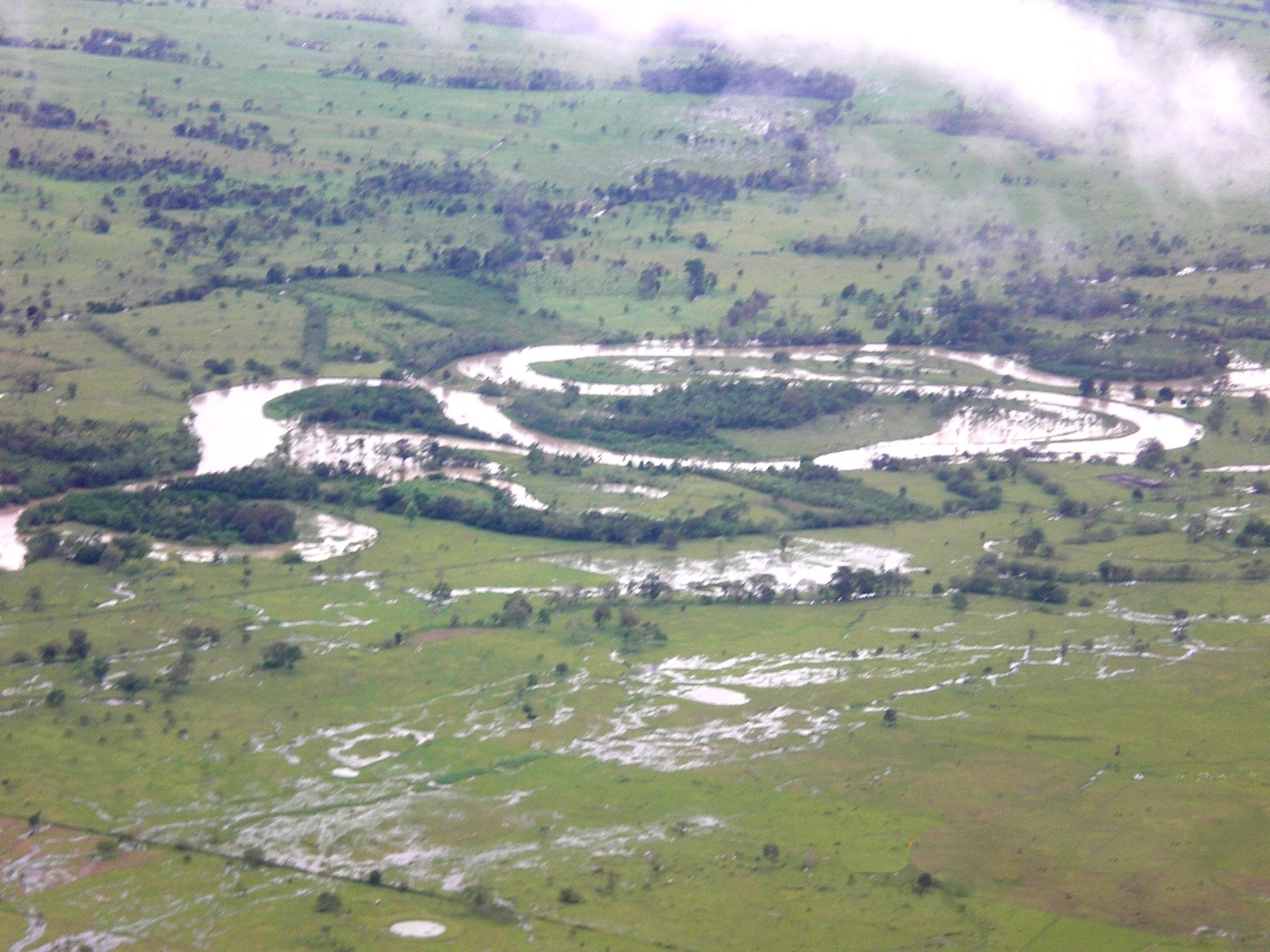
ロス・カティオス国立公園 - （1994年、自然遺産）
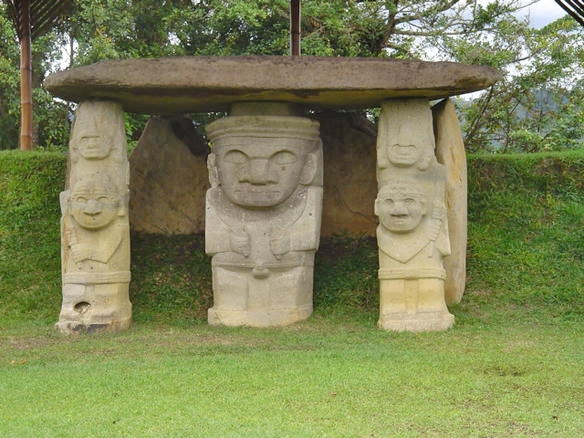
サン・アグスティン遺跡公園 - （1995年、文化遺産）
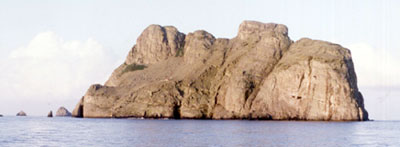
マルペロ動植物保護区 - （2006年、自然遺産）

### 祝祭日
| 日付     | 日本語表記               | 現地語表記                 | 備考         |
| -------- | ------------------------ | -------------------------- | ------------ |
| 1月1日   | 元日                     | Año Nuevo                  |              |
| 1月6日   | 東方の三博士の来訪       | Día de los Reyes Magos     | 次週月曜移動 |
| 3月21日  | 聖ホセの祝日             | San José                   | 移動祝祭日   |
| 3月24日  | 聖木曜日                 | Jueves Santo               | 移動祝祭日   |
| 3月25日  | 聖金曜日                 | Viernes Santo              | 移動祝祭日   |
| 5月1日   | メーデー                 | Día del Trabajo            |              |
| 5月9日   | 主の昇天                 | Ascención del Señor        | 移動祝祭日   |
| 5月30日  | 聖体の祝日               | Corpus Christi             | 移動祝祭日   |
| 6月29日  | 聖ペドロ・聖パブロの祝日 | San Pedro y San Pablo      | 移動祝祭日   |
| 7月20日  | 独立記念日               | Día de la Independencia    |              |
| 8月7日   | ボヤカ戦勝記念日         | Batalla de Boyacá          |              |
| 8月15日  | 聖母の被昇天の日         | Asunción de la Virgen      | 次週月曜移動 |
| 10月12日 | 民族の日                 | Día de la Raza             |              |
| 11月1日  | 諸聖人の日               | Todos los Santos           | 次週月曜移動 |
| 11月11日 | カルタヘナ独立記念日     | Independencia de Cartagena | 次週月曜移動 |
| 12月8日  | 無原罪の聖母の日         | Inmaculada Concepción      |              |
| 12月25日 | クリスマス               | Navidad                    |              |

### スポーツ
サッカー

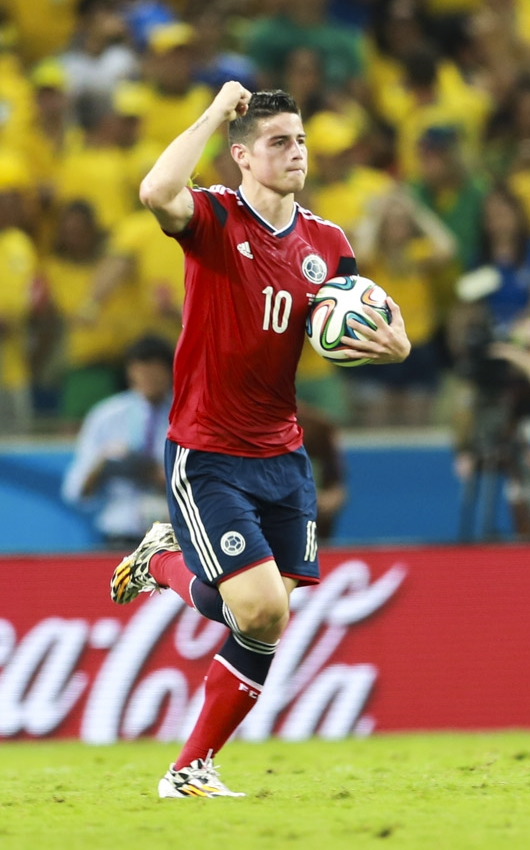
2014 FIFAワールドカップでのハメス・ロドリゲス。

コロンビア国内でも他のラテンアメリカ諸国と同様に、サッカーが圧倒的に1番人気のスポーツとなっている。1948年にはプロサッカーリーグのカテゴリア・プリメーラAが創設された。主なクラブとしては、アトレティコ・ナシオナル、ミジョナリオス、アメリカ・デ・カリ、デポルティーボ・カリなどが挙げられる。コロンビア人の著名な選手としては、イバン・コルドバ、ラダメル・ファルカオ、ハメス・ロドリゲスなどが存在する。
コロンビアサッカー連盟（FCF）によって構成されるサッカーコロンビア代表は、これまでFIFAワールドカップに6度出場しており、2014年大会と2018年大会では連続して日本代表とグループリーグで同組となっている。なお、2014年大会は過去最高位のベスト8となった。さらにコパ・アメリカでは、自国開催となった2001年大会で初優勝を果たしている。
その他の競技

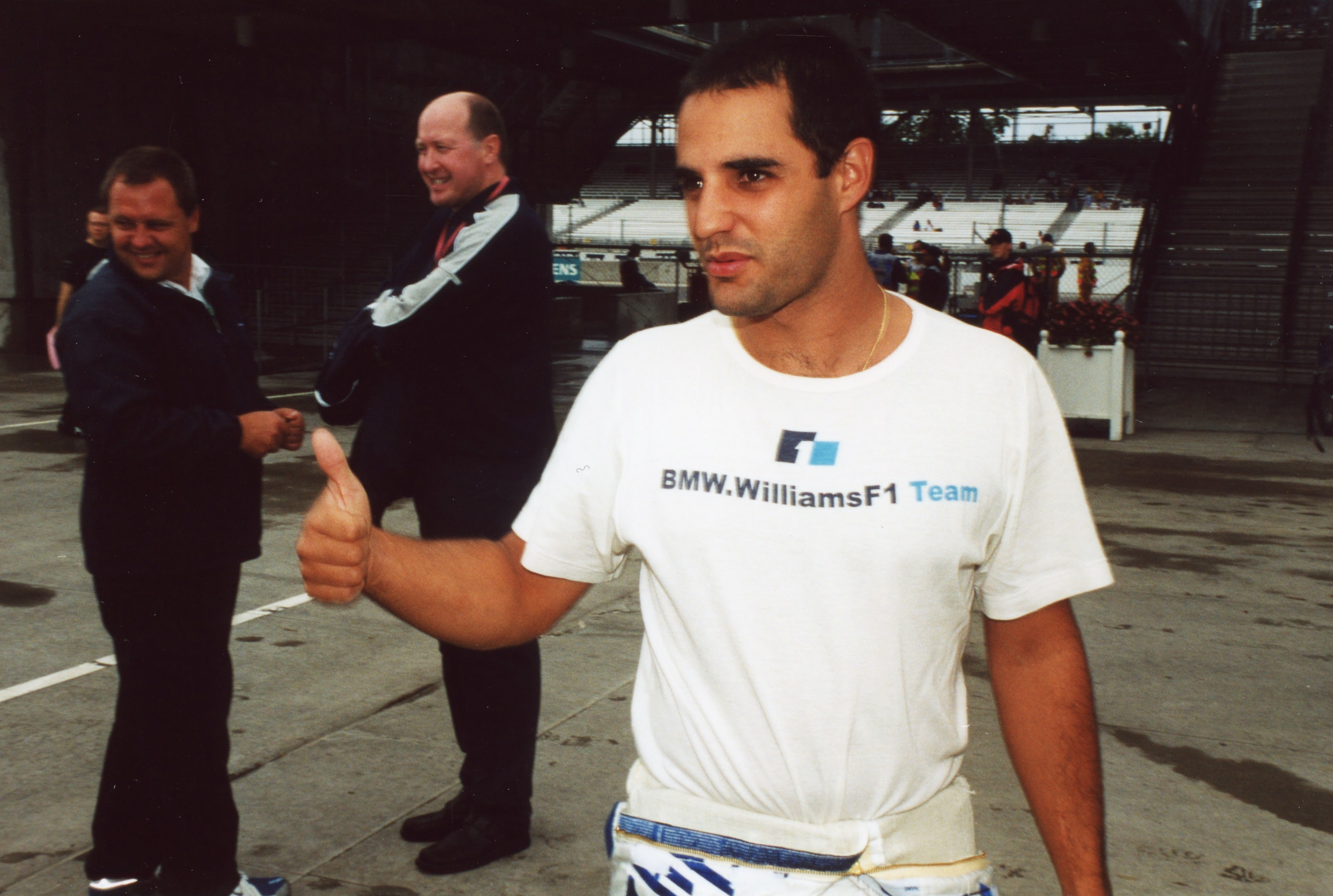
レーシングドライバーのモントーヤ。

コロンビアは言語以外の面でも、ラテンアメリカ諸国の中で最もスペインから多くのものを引き継いでいる国であり、それゆえにスペイン本国と同じく闘牛が盛んである。ローラースケートも人気で、女子世界選手権で1位と2位を独占したこともある。陸上競技では、カテリーン・イバルグエンが三段跳で世界レベルの活躍をしている。
自転車競技もアンデス山脈中の高地では人気で、トップカテゴリーに所属するチームに数多くの選手が在籍している。レーシングドライバーであるファン・モントーヤも知られている。野球でもエドガー・レンテリアを筆頭にMLB選手を輩出している。バスケットボールでは、ハイメ・エチェニケが2021年にコロンビア人初のNBAプレイヤーとなった。ボクシングではアントニオ・セルバンテスが殿堂入りを果たした。

## 著名な出身者
- ガブリエル・ガルシア＝マルケス - 小説家（ノーベル文学賞受賞）
- フェルナンド・ボテロ - 画家、彫刻家
- シャキーラ - ミュージシャン
- ラファエル・オロスコ・マエストレ - ミュージシャン
- アダニエス・ディアス - ミュージシャン
- フアネス - ミュージシャン
- マルーマ - ミュージシャン
- J・バルヴィン - ミュージシャン
- カロルG - ミュージシャン
- マヌエル・トゥリソ - ミュージシャン。
- ディオメデス・ディアス - ミュージシャン
- カミロ - ミュージシャン
- ジョルゲ・オニャテ - ミュージシャン
- ソフィア・ベルガラ - 女優
- ジョン・レグイザモ - 俳優、コメディアン
- イバン・コルドバ - 元サッカー選手
- カルロス・バルデラマ - 元サッカー選手
- レネ・イギータ - 元サッカー選手
- アンドレス・エスコバル - 元サッカー選手（参照：エスコバルの悲劇）[53]
- ラダメル・ファルカオ - サッカー選手
- ハメス・ロドリゲス - サッカー選手
- ダビンソン・サンチェス - サッカー選手（トッテナム所属）
- ルイス・ディアス - サッカー選手（リヴァプール所属）
- ハイメ・エチェニケ - バスケットボール選手
- オーランド・カブレラ - 元プロ野球選手
- エドガー・レンテリア - 元プロ野球選手
- カミロ・ビジェガス - プロゴルファー
- マリア・イサベル・ウルティア - 陸上競技、重量挙げ選手
- カテリーン・イバルグエン - 陸上競技選手
- ロベルト・ゲレーロ - レーシングドライバー
- ファン・パブロ・モントーヤ - レーシングドライバー
- ルイス・エレラ - ロードレース選手
- エガン・ベルナル - ロードレース選手
- サンティアゴ・ボテーロ - ロードレース選手
- ナイロ・キンタナ - ロードレース選手
- リゴベルト・ウラン - ロードレース選手
- ファビオ・ドゥアルテ - ロードレース選手
- カルロス・ベタンクール - ロードレース選手